# 25. März
Der 25. März ist der 84. Tag des gregorianischen Kalenders (der 85. in Schaltjahren), somit verbleiben 281 Tage bis zum Jahresende.

## Ereignisse

### Politik und Weltgeschehen
- 0421: Grundsteinlegung der Kirche San Giacomo di Rialto, die zugleich als Grundsteinlegung der Stadt Venedig gilt.
- 0717: Nach einem unblutigen Putsch wird Leo III. in Konstantinopel zum byzantinischen Kaiser gekrönt. Sein Vorgänger Theodosios III. dankt ab und zieht sich in ein Kloster zurück.

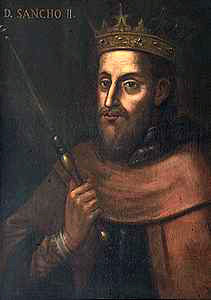
1223: Sancho II.

- 1223: Nach dem Tode seines Vaters Alfons II. besteigt Sancho II. den portugiesischen Thron. Er ist der vierte Herrscher Portugals aus dem Haus Burgund.

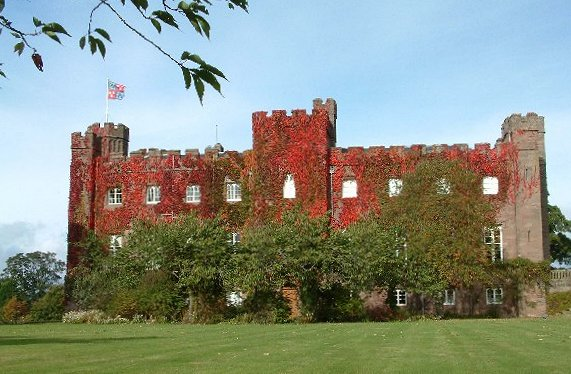
1306: Palast zu Scone

- 1306: Am Höhepunkt der Schottischen Unabhängigkeitskriege wird Robert the Bruce im Palast zu Scone als Robert I. zum König von Schottland gekrönt.
- 1420: In der Schlacht bei Sudoměř, der ersten Schlacht der Hussitenkriege, besiegt ein hussitisches Heer ein angreifendes kaiserliches und begründet den Ruf der Unbesiegbarkeit ihres Heerführers Jan Žižka.
- 1557: Der Zweite Frieden von Nowgorod beendet den Russisch-Schwedischen Krieg. Dieser Krieg zwischen dem Zarentum Russland unter Iwan IV. und Schweden unter Gustav I. Wasa um den russischen Ostseezugang hat keine Änderung von Grenzverläufen zur Folge.
- 1609: Der Tod von Herzog Johann Wilhelm von Jülich-Kleve-Berg bewirkt in der Folgezeit den Jülich-Klevischen Erbfolgestreit um die Vereinigten Herzogtümer Jülich-Kleve-Berg zwischen den Haupterben Johann Sigismund von Brandenburg und Wolfgang Wilhelm von Pfalz-Neuburg.
- 1634: Die ersten Siedler erreichen die von Cæcilius Calvert, dem zweiten Baron Baltimore, gegründete Kolonie Maryland auf den beiden Schiffen Ark und Dove. Dieser Tag wird in Maryland alljährlich mit dem Maryland Day begangen.

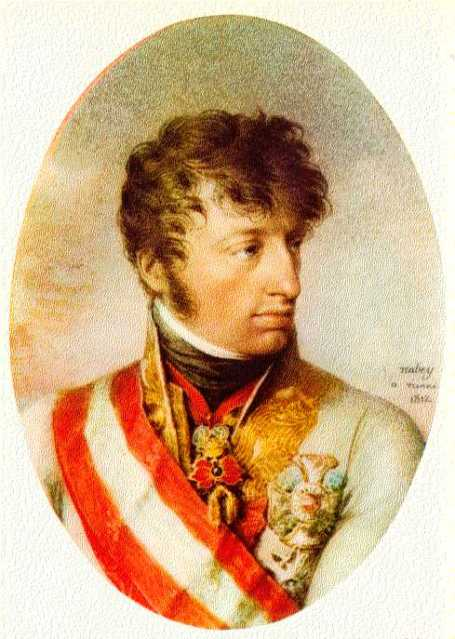
1799: Karl von Österreich-Teschen

- 1799: Der Zweite Koalitionskrieg bringt den österreichischen Heereseinheiten unter Führung von Erzherzog Karl von Österreich-Teschen einen erneuten Sieg über die französische Donauarmee unter General Jean-Baptiste Jourdan in der Schlacht bei Stockach. Jourdan verliert wegen der zweiten Niederlage innerhalb von vier Tagen sein Kommando.
- 1807: Das britische Parlament beschließt mit dem Slave Trade Act die Abschaffung des Sklavenhandels.

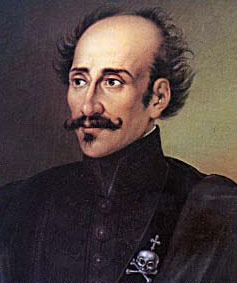
1821: Alexander Ypsilantis

- 1821: Der seit Jahren vom griechischen Geheimbund Filiki Eteria geplante griechische Freiheitskampf gegen die Herrschaft der Osmanen beginnt unter der Führung von Alexander Ypsilantis.
- 1852: Nach einer Auseinandersetzung im preußischen Landtag kommt es zwischen dem liberalen Georg von Vincke und dem konservativen Otto von Bismarck zu einem Pistolenduell, bei dem beide Kontrahenten jedoch unverletzt bleiben.
- 1907: In Reaktion auf den Bauernaufstand kommt es in Rumänien zu einem Regierungswechsel. Der neue Kriegsminister Alexandru Averescu unterdrückt innerhalb weniger Tage die Proteste der Bauern und Bäuerinnen gegen ihre Lebensverhältnisse blutig.
- 1918: Nachdem deutsche Truppen im Ersten Weltkrieg in Minsk einmarschiert sind, erklärt der I. Weißrussische Volkskongress die Loslösung von Sowjetrussland und ruft die „freie und unabhängige Weißrussische Volksrepublik“ aus, die jedoch weder vom Deutschen Reich noch von den Westmächten anerkannt wird.

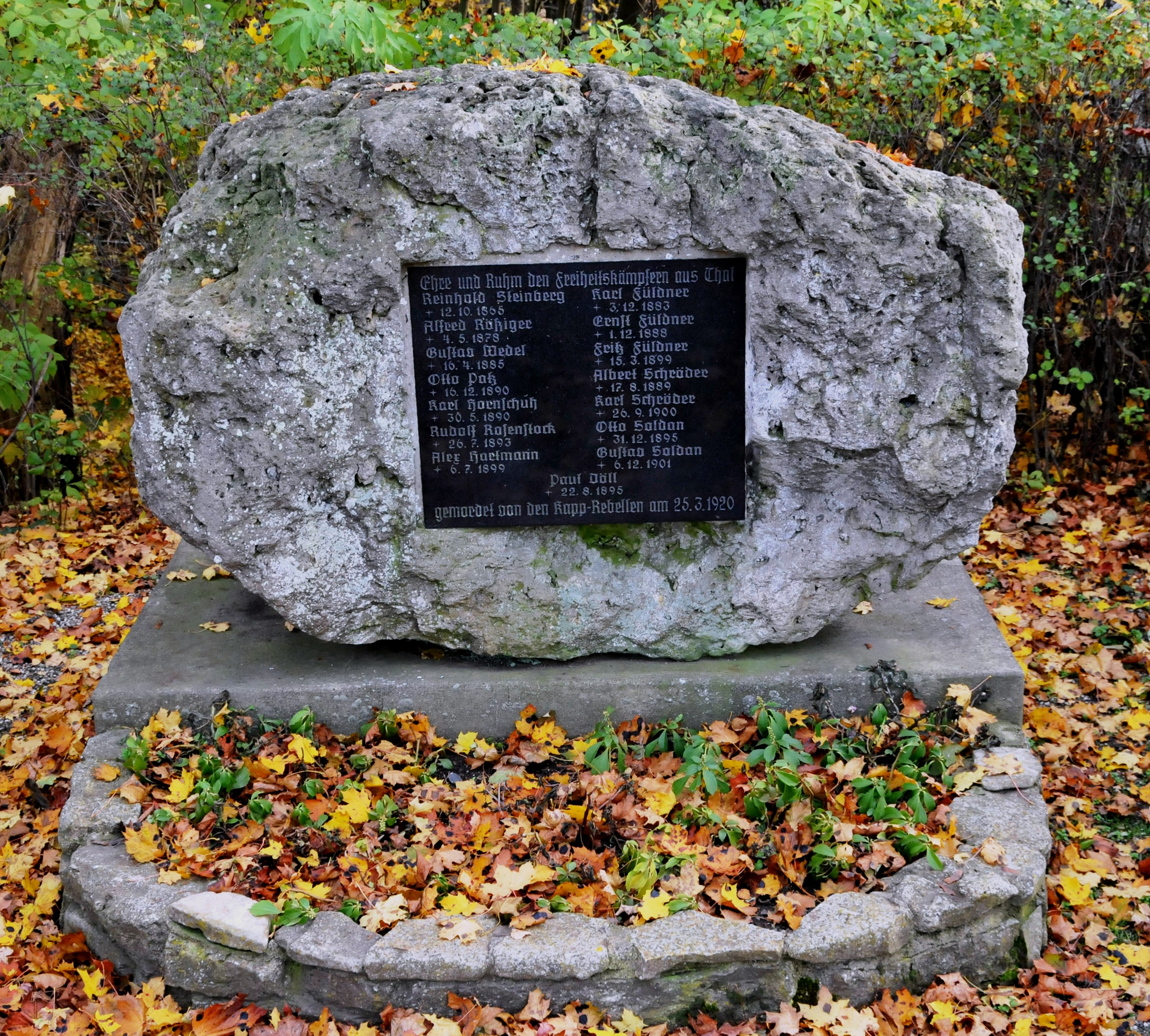
1920: Gedenkstein bei Mechterstädt

- 1920: Verbindungsstudenten aus Marburg ermorden in der Nähe der thüringischen Stadt Mechterstädt 15 Arbeiter, die sie zuvor wegen „Widerstands gegen den Kapp-Putsch“ verhaftet haben. Die Täter, unter ihnen Bogislav von Selchow und Otmar von Verschuer, werden noch im selben Jahr wegen der Morde von Mechterstädt freigesprochen.
- 1923: Großbritannien trennt Transjordanien von Palästina ab und bildet im Mandatsgebiet Palästina ein selbständiges Emirat. Daraus entsteht 1946 das Königreich Jordanien.

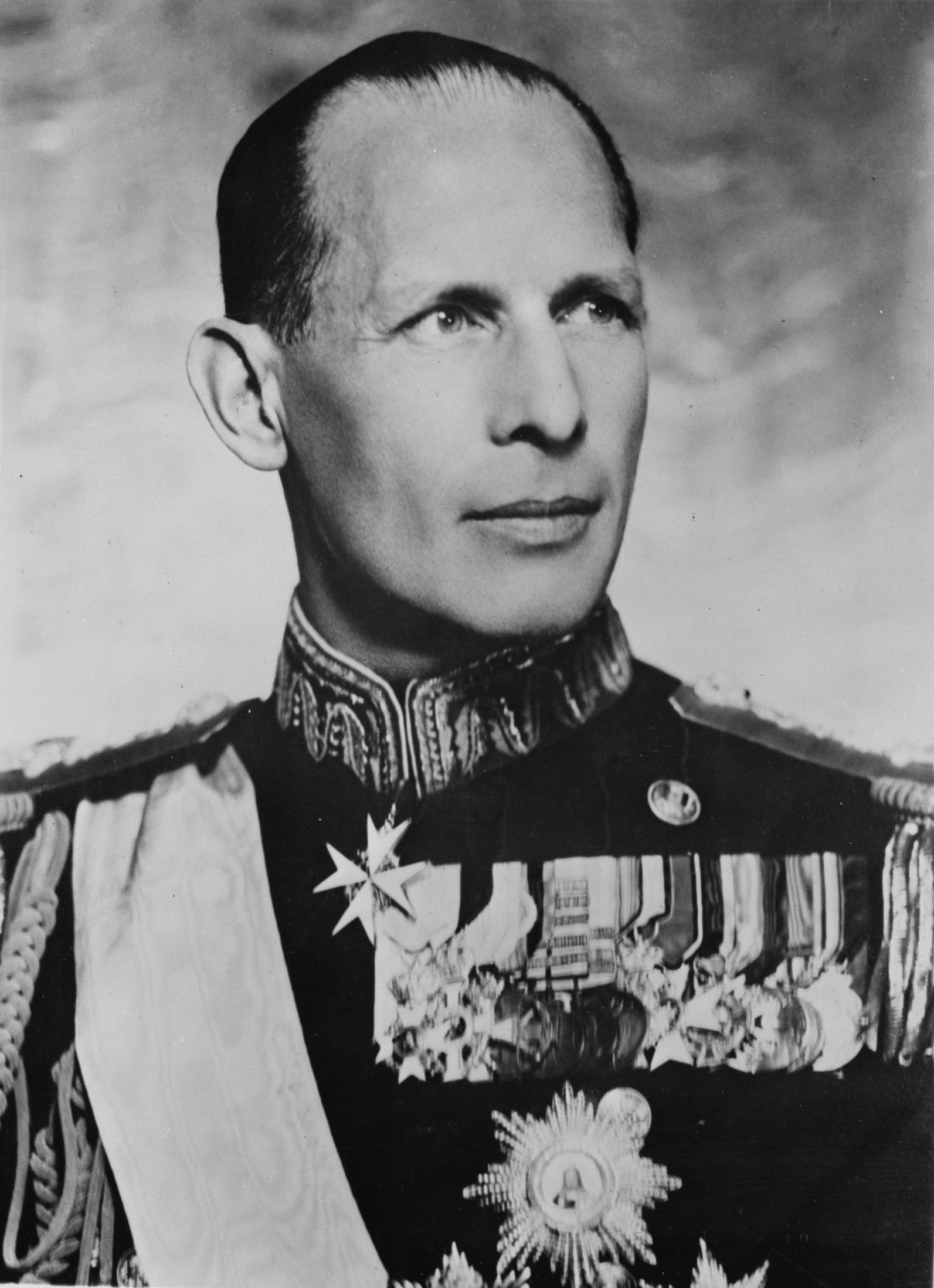
1924: Georg II. von Griechenland

- 1924: In Athen wird von der griechischen Nationalversammlung unter der Federführung von Ministerpräsident Alexandros Papanastasiou die Republik ausgerufen. Diese wird in einem Referendum am 13. April bestätigt. König Georg II. muss ins Exil gehen, Pavlos Koundouriotis wird erster Staatspräsident.
- 1939: Im Deutschen Reich wird die „Jugenddienstpflicht“ eingeführt, womit die Mitgliedschaft von Kindern und Jugendlichen in der Hitlerjugend auch gegen den Willen der Eltern polizeilich erzwungen werden kann.
- 1941: Das Königreich Jugoslawien tritt auf Druck Hitlers dem Dreimächtepakt der Achsenmächte des Zweiten Weltkriegs bei. Das führt zu antideutschen Massendemonstrationen im Land und zwei Tage später zu einem Putsch gegen Prinzregent Paul.
- 1945: Die United States Army Air Forces fliegen in der letzten Phase des Zweiten Weltkriegs den letzten und größten Luftangriff auf Prag, bei dem 235 Menschen ums Leben kommen.

1945: Aushang über die Ermordung Franz Oppenhoffs

- 1945: Ein Kommando der Nazis ermordet Franz Oppenhoff, den Oberbürgermeister des befreiten Aachen. Das Endphaseverbrechen führt später vor einem deutschen Gericht nur zu kurzen Haftstrafen und Freisprüchen.
- 1953: Der Deutsche Bundestag verabschiedet das Bundesvertriebenengesetz, wonach Vertriebene, Heimatvertriebene, Sowjetzonenflüchtlinge und Spätaussiedler sowie deren Hinterbliebene Anspruch auf Leistungen haben.

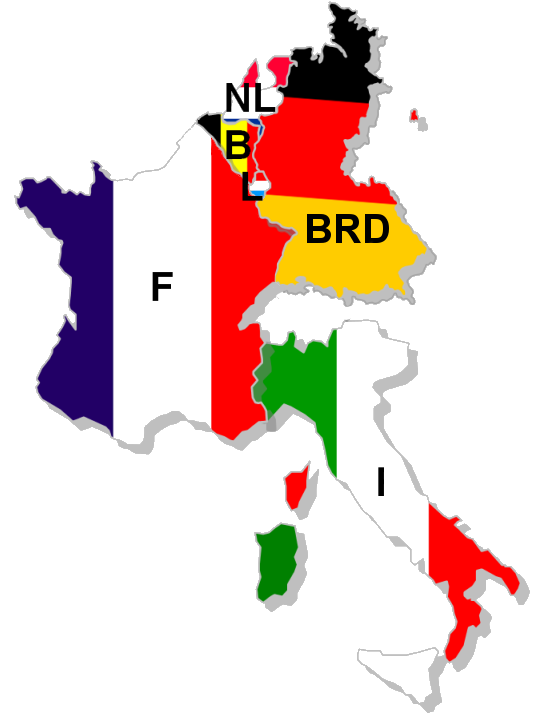
1957: EWG-Gründungsmitglieder

- 1957: Die Bundesrepublik Deutschland, Belgien, Frankreich, Italien, Luxemburg und die Niederlande unterzeichnen in Rom den EWG-Vertrag zur Gründung der Europäischen Wirtschaftsgemeinschaft und den Vertrag zur Gründung der Europäischen Atomgemeinschaft. Gemeinsam mit der fünf Jahre früher gegründeten EGKS bilden die durch die Römischen Verträge gegründeten Organisationen die Europäische Gemeinschaft.
- 1966: Das Oberste Gericht der DDR verurteilt den ehemaligen Lagerarzt im KZ Auschwitz Horst Fischer zum Tode. Die Hinrichtung erfolgt wenige Monate später.
- 1970: Brasilien erweitert durch ein Dekret seines Präsidenten Emílio Garrastazu Médici sein maritimes Hoheitsgebiet von zwölf auf 200 Seemeilen.
- 1971: Der westpakistanische Militär- und Regierungschef Yahya Khan bricht alle Verhandlungen mit der ostpakistanischen Awami-Liga ab und verlässt Ostpakistan. Sofort nach seiner Abreise gibt er den Einsatzbefehl für die westpakistanischen Truppen und eröffnet damit den Bangladesch-Krieg
- 1975: Der saudi-arabische König Faisal ibn Abd al-Aziz wird von seinem Neffen Faisal ibn Musaid ermordet. Ihm folgt sein Halbbruder Chalid ibn Abd al-Aziz auf den Thron.
- 1994: In Lübeck wird der erste Brandanschlag auf eine Synagoge seit 1938 ausgeführt. Bei dem antisemitischen Anschlag wird niemand verletzt. Die vier Täter werden wenig später gefasst.
- 2001: Das Schengener Abkommen tritt für Dänemark, Finnland und Schweden sowie die Nicht-EU-Staaten Island und Norwegen in Kraft und gewährleistet freien Waren- und Personenverkehr über die Grenzen hinweg.

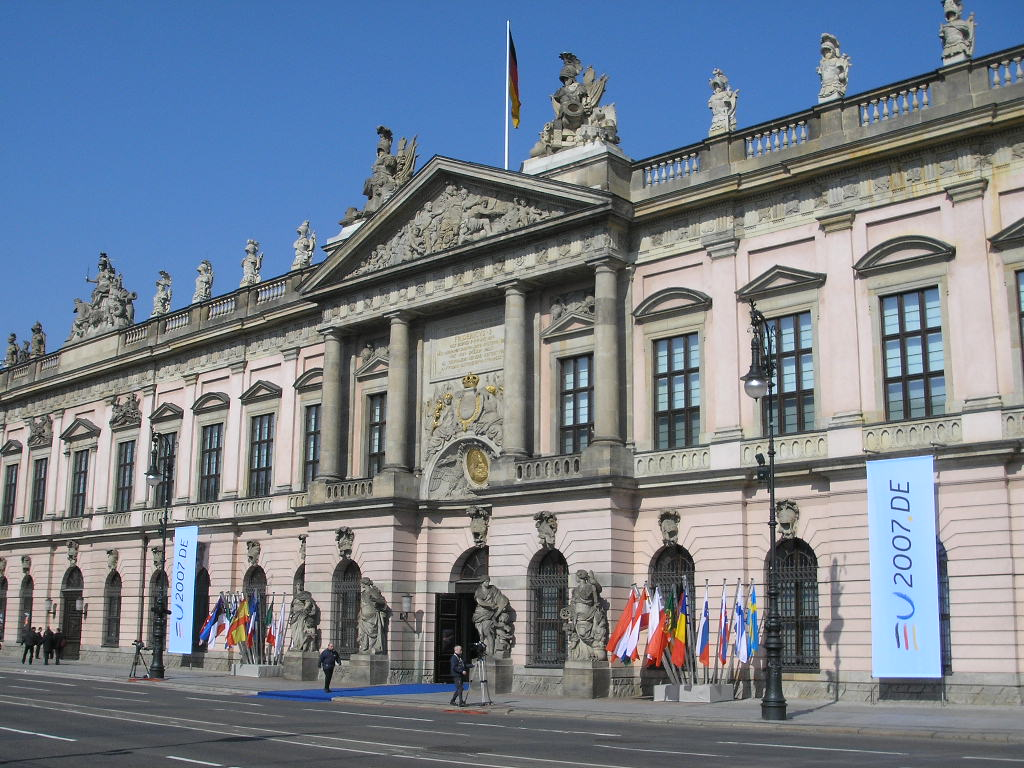
2007: Das Berliner Zeughaus

- 2007: Während der Deutschen EU-Ratspräsidentschaft unterschreiben die 27 Staats- und Regierungschefs der EU im Zeughaus in Berlin die Berliner Erklärung, mit der auf die Notwendigkeit einer europäischen Wertegemeinschaft hingewiesen wird.

### Wirtschaft
- 1807: Als erste Eisenbahn weltweit transportiert die 1804 errichtete Swansea and Mumbles Railway zahlende Passagiere.
- 1811: Napoleon Bonaparte ordnet den Anbau von Zuckerrüben an, weil durch seine Kontinentalsperre gegenüber England Rohrzuckerimporte aus Westindien fehlen. In Europa entsteht die Zuckerindustrie.
- 1814: König Wilhelm I. gründet De Nederlandsche Bank, die sich zur Zentralbank der Niederlande entwickelt.
- 1870: Das Großherzogtum Baden erteilt der Badischen Bank eine Konzession als Privatnotenbank.

### Wissenschaft und Technik

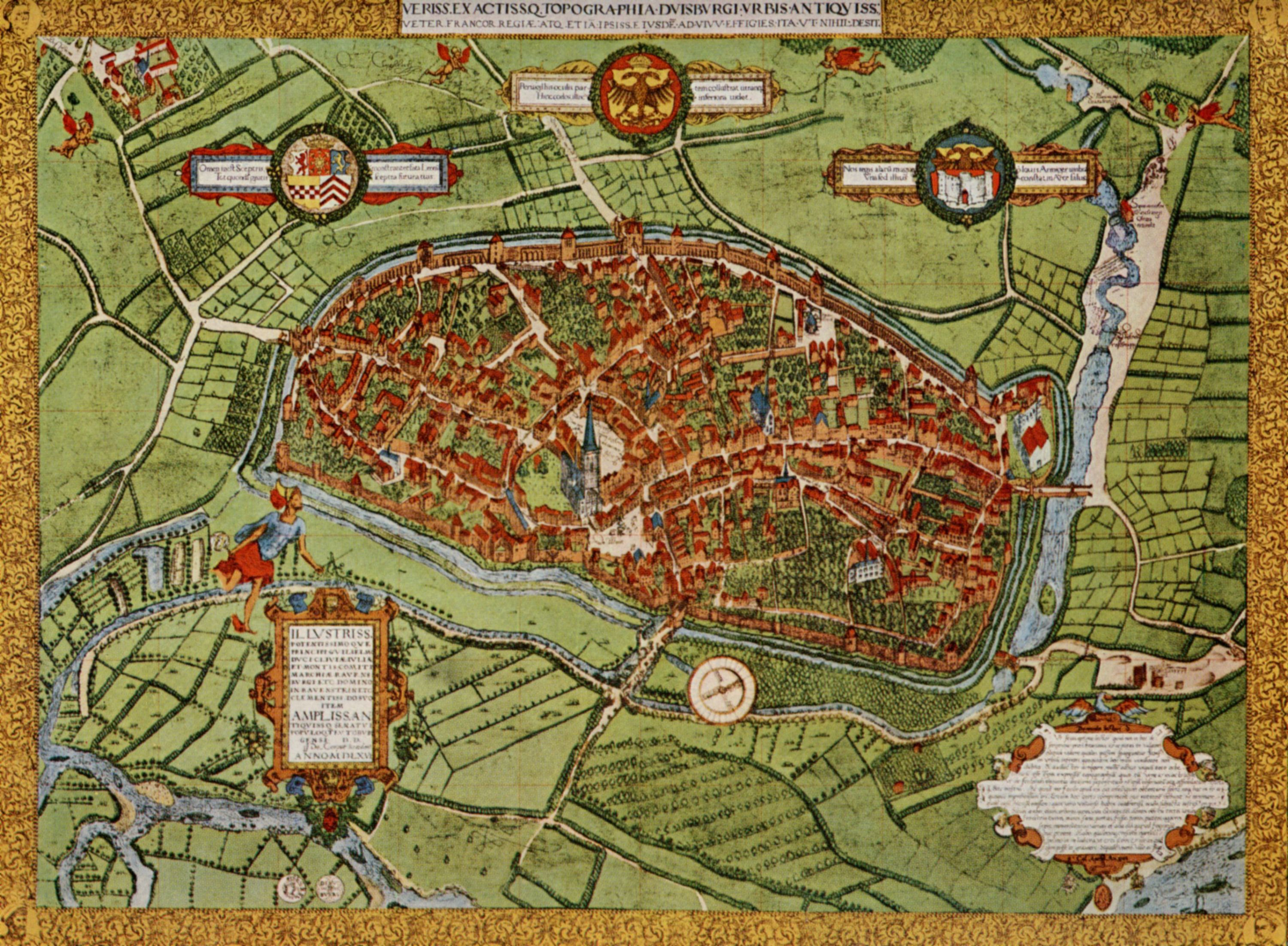
1566: Der Corputius-Plan

- 1566: Johannes Corputius veröffentlicht den nach ihm benannten Vogelschauplan von Duisburg.

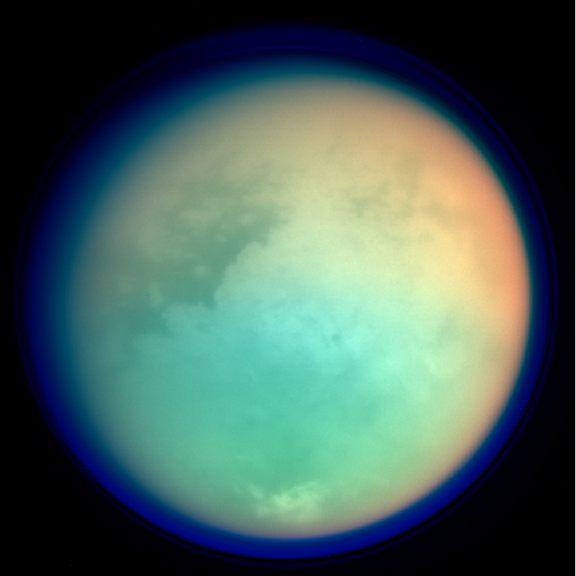
1655: Saturnmond Titan

- 1655: Der niederländische Astronom Christiaan Huygens entdeckt mit seinem selbstgebauten Teleskop den größten Mond des Saturn, Titan.
- 1811: Der französische Astronom Honoré Flaugergues entdeckt den Kometen Flaugergues (C/1811 F1), den ersten der Großen Kometen des 19. Jahrhunderts.
- 1843: Der erste einen Fluss unterquerende Tunnel wird nach 18 Jahren Bauzeit in London eröffnet. Den unter Leitung von Marc Isambard Brunel und seinem Sohn Isambard Kingdom Brunel entstandenen Thames Tunnel können in den Anfangsjahren ausschließlich Fußgänger benutzen.
- 1961: Die Sowjetunion startet Sputnik 10 mit dem Hund Swjosdotschka an Bord als letzten Test vor dem ersten bemannten Raumflug. Flug und Rückkehr der Landekapsel verlaufen erfolgreich.
- 1995: Der US-amerikanische Programmierer Ward Cunningham stellt auf der Internetseite c2.com erstmals ein Wiki ins Netz, das WardsWiki.

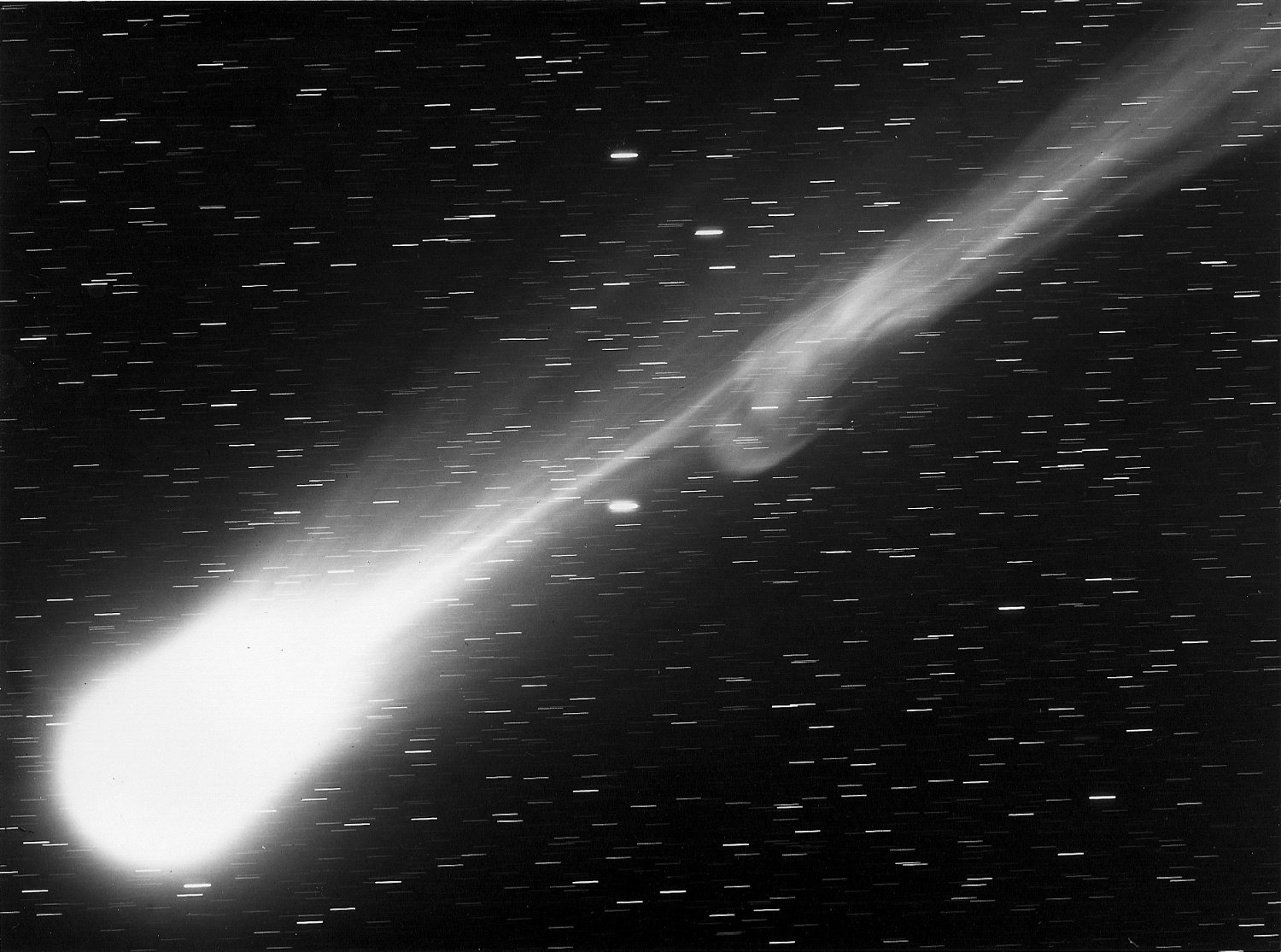
1996: Hyakutake

- 1996: Hyakutake, der „Große Komet von 1996“, erreicht seine größte Annäherung an die Erde.

### Kultur
- 1813: Die Uraufführung der Oper Die Insulanerinnen von Conradin Kreutzer nach dem Libretto L’isola disabitata von Pietro Metastasio erfolgt in Stuttgart.

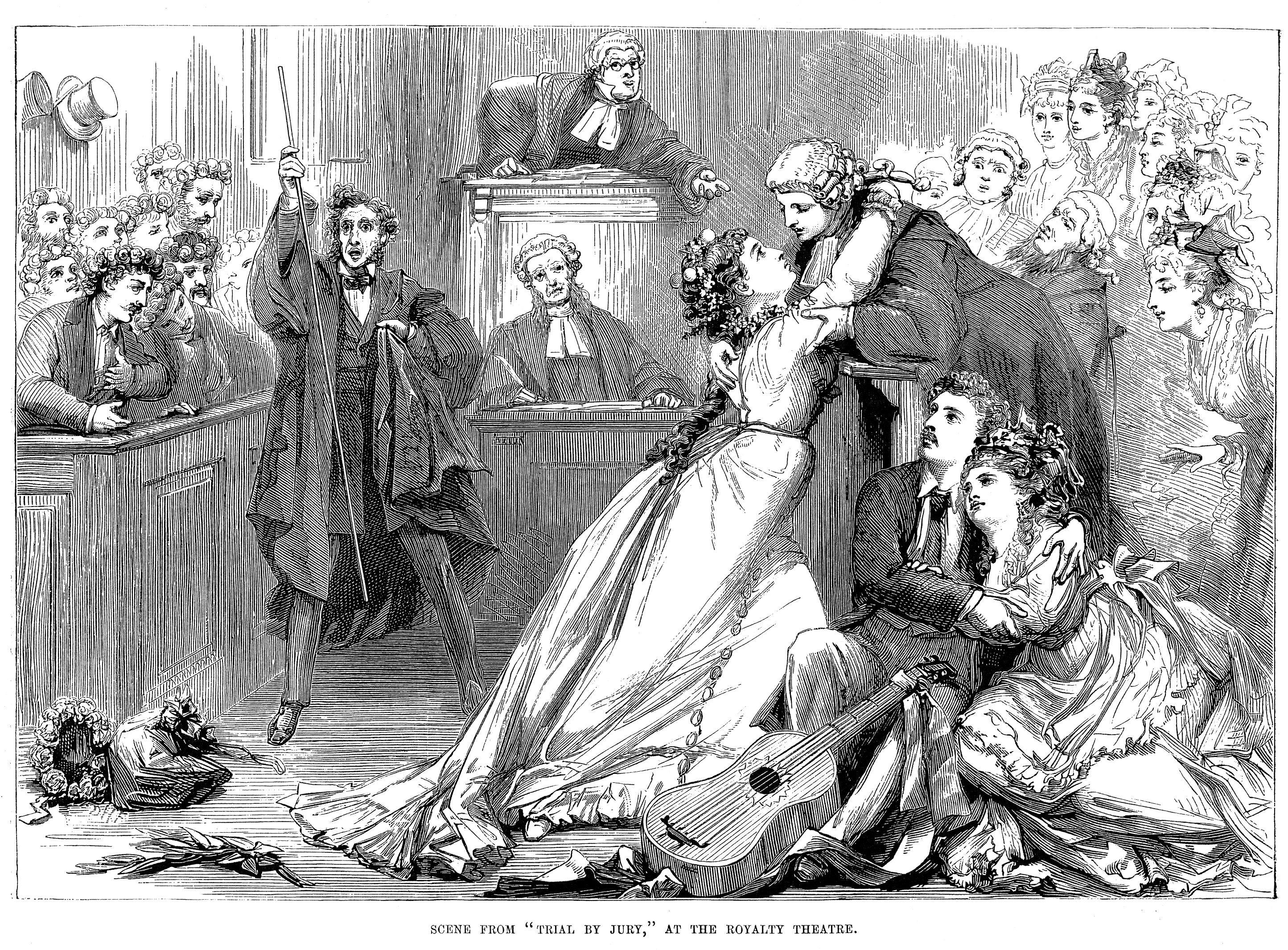
1875: Szene aus Trial by Jury

- 1875: Die komische Oper in einem Akt Trial by Jury von Arthur Sullivan mit dem Libretto von William Schwenck Gilbert wird am Royalty Theatre in London uraufgeführt.
- 1895: Die Oper Silvano von Pietro Mascagni wird am Teatro alla Scala in Mailand uraufgeführt.
- 1911: Mit einer Ausstellung der Vereinigung deutsch-mährischer bildender Künstler wird in Brünn das Kaiser-Franz-Josephs-Jubiläums-Künstlerhaus eröffnet.
- 1932: In New York findet die Premiere des Films Tarzan, der Affenmensch statt. Darin verkörpert der Schwimmolympiasieger Johnny Weissmüller zum ersten Mal den titelgebenden Urwaldmenschen.
- 1937: Der „musikalische Fußballschwank“ Roxy und ihr Wunderteam von Paul Abraham wird in Anwesenheit des österreichischen Fußballnationalteams am Theater an der Wien in Wien in deutscher Sprache uraufgeführt.
- 1988: Im ZDF startet Das Literarische Quartett mit Marcel Reich-Ranicki im Rahmen des Kulturmagazins aspekte.
- 2025: Die deutschsprachige Wikipedia erreicht den Meilenstein von drei Millionen Artikeln mit dem neu verfassten Artikel zum Thema Grand Prix of Europe.

### Religion
- 0708: Konstantin I. wird als Nachfolger von Papst Sisinnius inthronisiert.
- 1253: Das Prager Domkapitel wählt Heinrich Břetislav III. zum Bischof von Prag.
- 1409: Das Konzil von Pisa wird eröffnet. Es hat sich zur Aufgabe gemacht, das Große Abendländische Schisma zu überwinden.

1436 geweiht: Dom Santa Maria del Fiore

- 1436: Nach der Fertigstellung der Kuppel durch Filippo Brunelleschi weiht Eugen IV. den Dom Santa Maria del Fiore in Florenz. Der Bau hat 140 Jahre gedauert.
- 1885: Der italienische Priester Filippo Smaldone gründet die Ordensgemeinschaft der Salesianerinnen vom Heiligsten Herzen. Sie widmet sich der Erziehung, Betreuung und Seelsorge Gehörloser.
- 1900: In Hiltrup wird der Orden Missionsschwestern vom Heiligsten Herzen Jesu ins Leben gerufen.
- 1954: In der Enzyklika Sacra virginitas lobt Papst Pius XII. jene Menschen im Dienste Gottes, die in ihrem Leben ehelos und jungfräulich bleiben. Sie seien für Ehre und Ruhm der Kirche unverzichtbar.

### Katastrophen

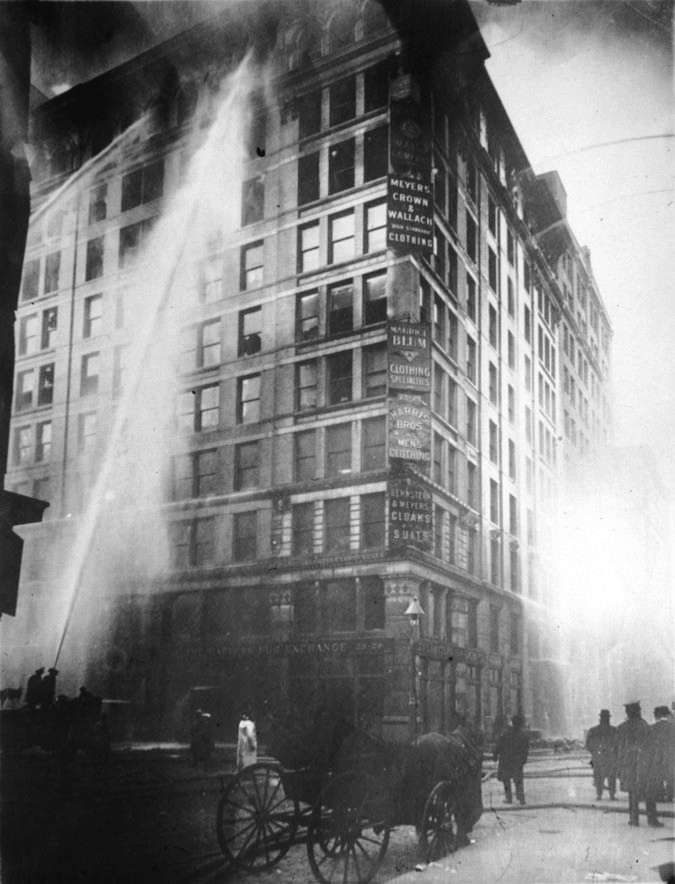
1911: Die brennende Triangle Shirtwaist Factory

- 1911: Beim Brand der Triangle Shirtwaist Factory in New York City kommen 146 großteils minderjährige Arbeiterinnen ums Leben. Die Leichen werden zum Teil am Arbeitsplatz sitzend vorgefunden, den sie sich nicht zu verlassen getraut haben.

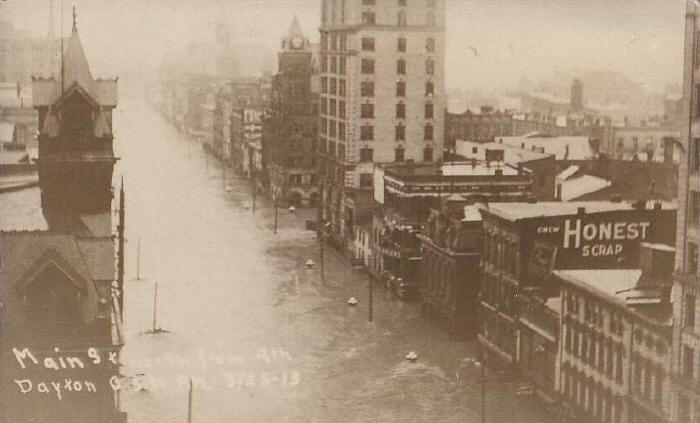
1913: The Great Dayton Flood

- 1913: Nach viertägigen Stürmen und Regenfällen tritt der Ohio River über die Ufer und überschwemmt Dayton, Ohio. Über 350 Menschen kommen ums Leben, rund 65.000 werden obdachlos.
- 1941: Der deutsche Hilfskreuzer Thor attackiert an der westafrikanischen Küste das britische Passagierschiff Britannia, das ohne Geleitschutz auf dem Weg nach Bombay ist. Der Ozeandampfer geht in Flammen auf und sinkt. 122 Besatzungsmitglieder und 127 Passagiere kommen ums Leben.
- 1960: Der L’Oros-Staudamm bei Fortaleza im Bundesstaat Ceará in Brasilien bricht vor seiner Fertigstellung und verursacht eine Flutwelle, die rund 1000 Todesopfer fordert.
- 2002: Ein Erdbeben der Stärke 5,9 in der Provinz Baglan in Afghanistan fordert etwa 2.000 Tote und mindestens ebenso viele Verletzte. Rund 150.000 Menschen werden obdachlos.
- 2014: In Guinea werden die erste Fälle von Ebolafieber offiziell gemeldet.

Kleinere Unglücksfälle sind in den Unterartikeln von Katastrophe und in der Liste von Katastrophen aufgeführt.

### Sport
- 1903: In Avellaneda in der Provinz Buenos Aires wird der Racing Club Avellaneda gegründet. Er wird in der Folge einer der erfolgreichsten Fußballvereine Argentiniens.
- 1966: Dem schottischen Extrembergsteiger Dougal Haston gelingt gemeinsam mit vier Deutschen die Erstbesteigung der Eiger-Nordwand in der Direttissima. Die Route wird nach Douglas Freund John Harlin benannt, der bei dieser Besteigung ums Leben kommt.
- 1992: Pakistan gewinnt mit einem Sieg mit 22 Runs gegen England den fünften Cricket World Cup in Australien und Neuseeland.
- 1992: Die jugoslawische Fußballnationalmannschaft spielt ihr letztes offizielles Länderspiel als Einheitsstaat – allerdings bereits ohne Kroatien und Slowenien, da beide Republiken 1991 ihre Unabhängigkeit verkündeten. In Amsterdam verliert die Mannschaft in einem Freundschaftsspiel 2:0 gegen die Niederlande.

Einträge von Leichtathletik-Weltrekorden befinden sich unter der jeweiligen Disziplin unter Leichtathletik.

## Geboren

### Vor dem 17. Jahrhundert
- 1157: Alfons II. von Aragón, König von Aragonien
- 1252: Konradin, Herzog von Schwaben, letzter legitimer männlicher Erbe der Staufer
- 1259: Andronikos II., Kaiser von Byzanz
- 1273: Henry Percy, 1. Baron Percy, englischer Adeliger und Militär
- 1297: Andronikos III., Kaiser von Byzanz
- 1299: Pierre Bertrand de Colombier, französischer Kardinal und Diplomat
- 1309: Robert de Ferrers, 3. Baron Ferrers of Chartley, englischer Adeliger
- 1342: Humphrey de Bohun, 7. Earl of Hereford, englischer Adeliger
- 1347: Katharina von Siena, italienische Mystikerin und Kirchenlehrerin, Heilige der katholischen Kirche
- 1408: Agnes von Baden, Markgräfin von Baden, Herzogin von Schleswig, Gräfin von Holstein
- 1413: Pier Maria II. de’ Rossi, italienischer Condottiere
- 1453: Giuliano di Piero de’ Medici, Mitregent seines Bruders Lorenzo il Magnifico, Opfer der Pazzi-Verschwörung
- 1453: Pedro Fernández de Villegas, spanischer Humanist, Übersetzer und Kleriker
- 1479: Wassili III., Großfürst von Moskau
- 1490: Francesco Maria I. della Rovere, Herzog von Urbino
- 1491: Marie d’Albret, Gräfin von Rethel und Nevers
- 1494: Elisabeth von Brandenburg-Ansbach-Kulmbach, Markgräfin von Baden
- 1499: Kilian Goldstein, deutscher Jurist
- 1500: Joachim Moller der Ältere, Hamburger Kaufmann und Ratsherr
- 1510: Guillaume Postel, französischer Humanist und Universalgelehrter
- 1515: Jakob von der Schulenburg, kaiserlicher Feldmarschall
- 1521: Simon Musaeus, deutscher Theologe und Reformator
- 1521: Johann Trauterbuhl, deutscher Rechtswissenschaftler und Politiker
- 1528: Jakob Andreae, deutscher Theologe
- 1528: Philippe Hurault de Cheverny, französischer Magistrat, Siegelbewahrer und Kanzler
- 1536: Johann Peilicke, sächsischer Jurist, Professor und Bürgermeister
- 1538: Antonio Carafa, Kardinal der Römischen Kirche
- 1538: Christophorus Clavius, deutscher Mathematiker, Astronom und Jesuit

Francesco I. de’ Medici (* 1541)

- 1541: Francesco I. de’ Medici, Großherzog der Toskana
- 1543: Johann Yetzeler, Schweizer Theologe und Dramatiker
- 1545: Johann, Herzog von Schleswig-Holstein-Sonderburg
- 1546: Veronica Franco, italienische Dichterin und Kurtisane
- 1547: Georg Obrecht, deutscher Kameralist und Professor der Rechte
- 1550: Hans Ulrich Krafft, deutscher Kaufmann und Orientreisender
- 1567: Anna Margarete, Prinzessin von Braunschweig-Lüneburg-Harburg und Pröpstin im Stift Quedlinburg
- 1581: Johann Dietrich von Rosenbach, kurmainzischer Rat und Oberamtmann
- 1582: Sebastian Striepe, brandenburgischer Staatsmann
- 1584: Georg von Eickstedt, ritterschaftlicher Landrat
- 1593: Jean de Brébeuf, französischer Jesuit
- 1594: Maria Tesselschade Visscher, niederländische Malerin und Kupferstecherin
- 1600: Johann Heinrich Waser, Bürgermeister von Zürich

### 17. Jahrhundert
- 1605: Valentin Heider, deutscher Jurist und Lindauer Ratsherr
- 1611: Evliya Çelebi, osmanisch-türkischer Schriftsteller und Reisender
- 1614: Juan Carreño de Miranda, spanischer Maler
- 1621: Matthäus Merian der Jüngere, deutscher Maler, Kupferstecher und Verleger
- 1622: Isidoro Affaitati, italienischer Militäringenieur und Architekt
- 1643: Louis Moréri, französischer Enzyklopädist
- 1644: Heinrich von Cocceji, Professor für Natur- und Völkerrecht an den Universitäten in Heidelberg, Utrecht und Frankfurt/Oder
- 1657: Johann Baptist Adolph, deutscher Jesuit und Bühnendichter
- 1660: Samuel Crell, deutscher Prediger
- 1663: Giovanni Odazzi, römischer Maler und Grafiker
- 1688: Johann Gotthilf Ziegler, deutscher Komponist und Organist
- 1699: Johann Adolph Hasse, deutscher Komponist (Taufdatum)
- 1700: Abraham Kyburz, Schweizer evangelischer Geistlicher

### 18. Jahrhundert
- 1704: Carl Heinrich von Peistel, deutscher Hymnograph und Pietist
- 1714: Friedrich Christian Glume, deutscher Bildhauer
- 1714: Matthew Griswold, US-amerikanischer Politiker
- 1716: Alexei Petrowitsch Antropow, russischer Maler
- 1725: Gaetano Besozzi, italienischer Oboist und Komponist
- 1739: Edward, Duke of York and Albany, britischer Prinz und Admiral
- 1741: Jean-Antoine Houdon, französischer Bildhauer
- 1741: Daniel Schiebeler, deutscher Schriftsteller
- 1745: Nicolas-Étienne Framéry, französischer Schriftsteller und Komponist
- 1745: Georg Ernst Waldau, deutscher evangelischer Theologe und Kirchenhistoriker
- 1747: Nivard Schlimbach, deutscher Zisterzienser-Abt
- 1749: Johanne Friederike Lohmann, deutsche Schriftstellerin
- 1758: Richard Spaight senior, US-amerikanischer Politiker
- 1762: Thomas Alexandre Dumas, französischer General, Vater von Alexandre Dumas dem Älteren und Großvater von Alexandre Dumas dem Jüngeren
- 1767: Joachim Murat, König von Neapel und Marschall von Frankreich
- 1782: Caroline Bonaparte, Schwester von Napoleon Bonaparte, Königin von Neapel
- 1786: Giovanni Battista Amici, italienischer Astronom
- 1786: Peter Heinrich August von Salviati, preußischer Diplomat
- 1787: Georg Friedrich Karl Günther, deutscher Pädagoge
- 1794: Emile Guers, französisch-schweizerischer Geistlicher und Begründer der Genfer Freikirche
- 1795: Jacques-Louis Randon, französischer General, Marschall von Frankreich
- 1798: Christoph Gudermann, deutscher Mathematiker

### 19. Jahrhundert

#### 1801–1850
- 1807: James Howard Harris, 3. Earl of Malmesbury, britischer Staatsmann
- 1808: Vincent Delacour, französischer Komponist

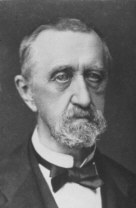
Max von Gagern (* 1810)

- 1810: Maximilian von Gagern, deutscher nationalfreiheitlicher Politiker, Vizepräsident des Verfassungsausschusses der Frankfurter Paulskirche
- 1818: Marie von Württemberg, paragierte Landgräfin von Hessen-Philippsthal
- 1819: V. U. Hammershaimb, färöischer Pfarrer und Philologe
- 1822: Eugen von Wrbna-Freudenthal, österreichischer Generalmajor
- 1824: Guido Brescius, deutscher Eisenbahningenieur
- 1825: Alexis L’Hotte, französischer General und Reitmeister
- 1825: Fredericka Mandelbaum, US-amerikanische Hehlerin und Gangsterchefin deutscher Herkunft
- 1825: Max Johann Sigismund Schultze, deutscher Mediziner, erkannte als erster die Bedeutung von Zytoplasma und Zellkern in der lebenden Zelle
- 1825: Eugénie Smet, französische Heilige
- 1826ː Wilhelmina Lagerholm, schwedische Porträt- und Genremalerin sowie Fotografin
- 1828: Heinrich Konrad Schneider, deutscher Pädagoge sowie Gründer einer bekannten Landwirtschaftsschule mit angeschlossener Brauakademie
- 1830: Franz Innozenz Nachbaur, deutscher Hofkammersänger
- 1832: Nikolaus Rüdinger, deutscher Anatom
- 1833: August Wilmanns, deutscher Altphilologe und Bibliothekar
- 1835: Adolf Wagner, deutscher Ökonom
- 1836: Eduard Scheve, Baptistenprediger
- 1836: Julius Weingarten, deutscher Mathematiker
- 1839: Marianne Hainisch, österreichische Frauenrechtlerin
- 1842: Jean Marie Charles Abadie, französischer Ophthalmologe
- 1842: Antonio Fogazzaro, italienischer Schriftsteller und Dichter
- 1844: Adolf Engler, deutscher Botaniker und Pflanzenexperte
- 1845: Alexandre Gavard, Schweizer Lehrer und Politiker
- 1845: Adolf von Groß, enger Freund der Familie Richard Wagners
- 1846: Helen Zimmern, englische Schriftstellerin
- 1848: Bertha Drechsler Adamson, englische Geigerin, Dirigentin und Musikpädagogin
- 1848: Henri Ketten, ungarischer Pianist und Komponist
- 1849: Ernest Martin, Schweizer evangelischer Geistlicher und Hochschullehrer
- 1849: Sahag II., Katholikos des Großen Hauses von Kilikien

#### 1851–1900
- 1854: Max Grube, deutscher Schauspieler, Theaterleiter und Schriftsteller
- 1855ː Adolphine von Rohr, Äbtissin des Klosters Stift zum Heiligengrabe
- 1856: Max Uhle, deutscher Begründer der Andenarchäologie

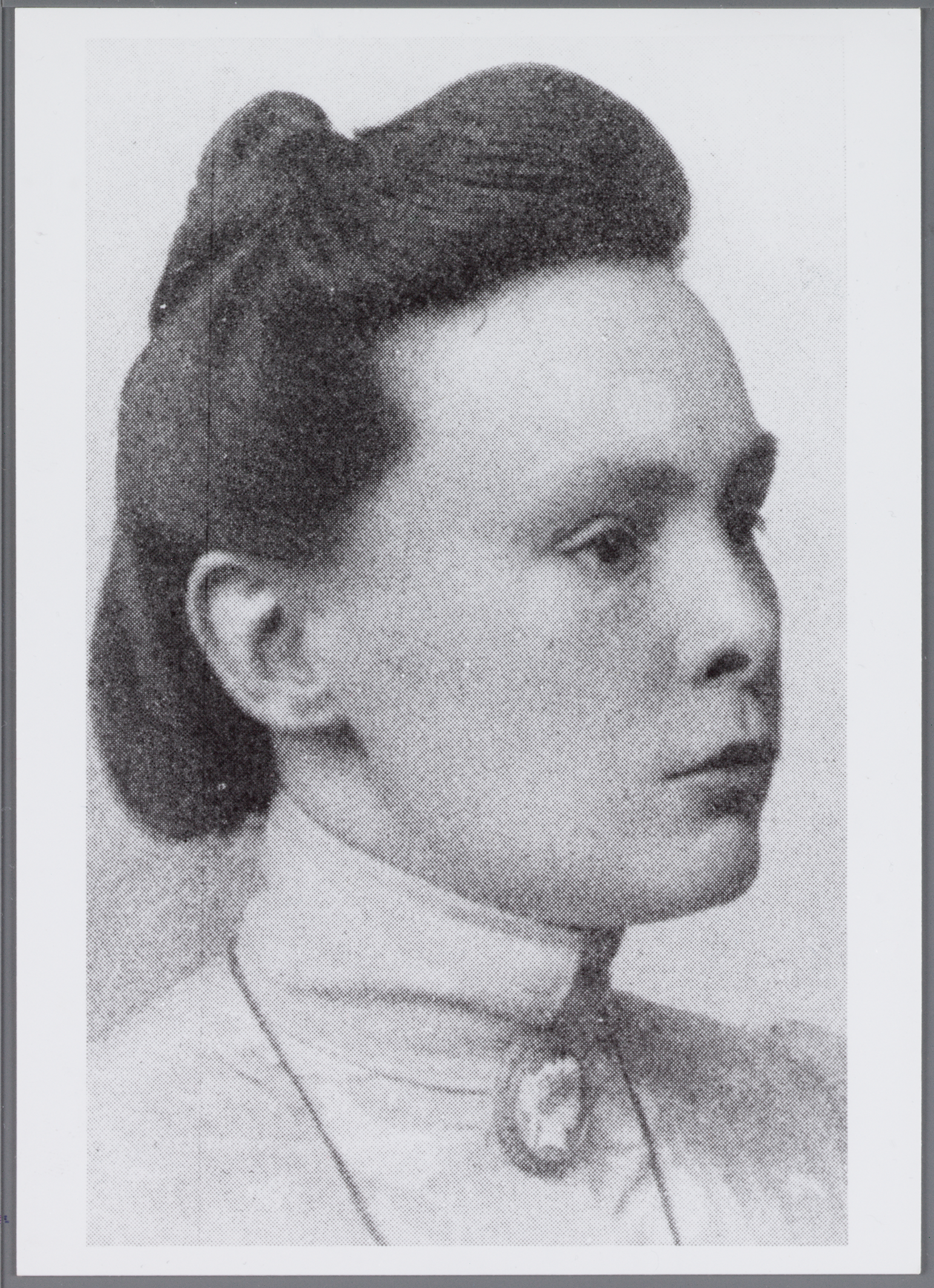
Johanna Naber (* 1859)

- 1859: Johanna Naber, niederländische Feministin
- 1859: Emil Bär, Schweizer Lehrer und Historiker

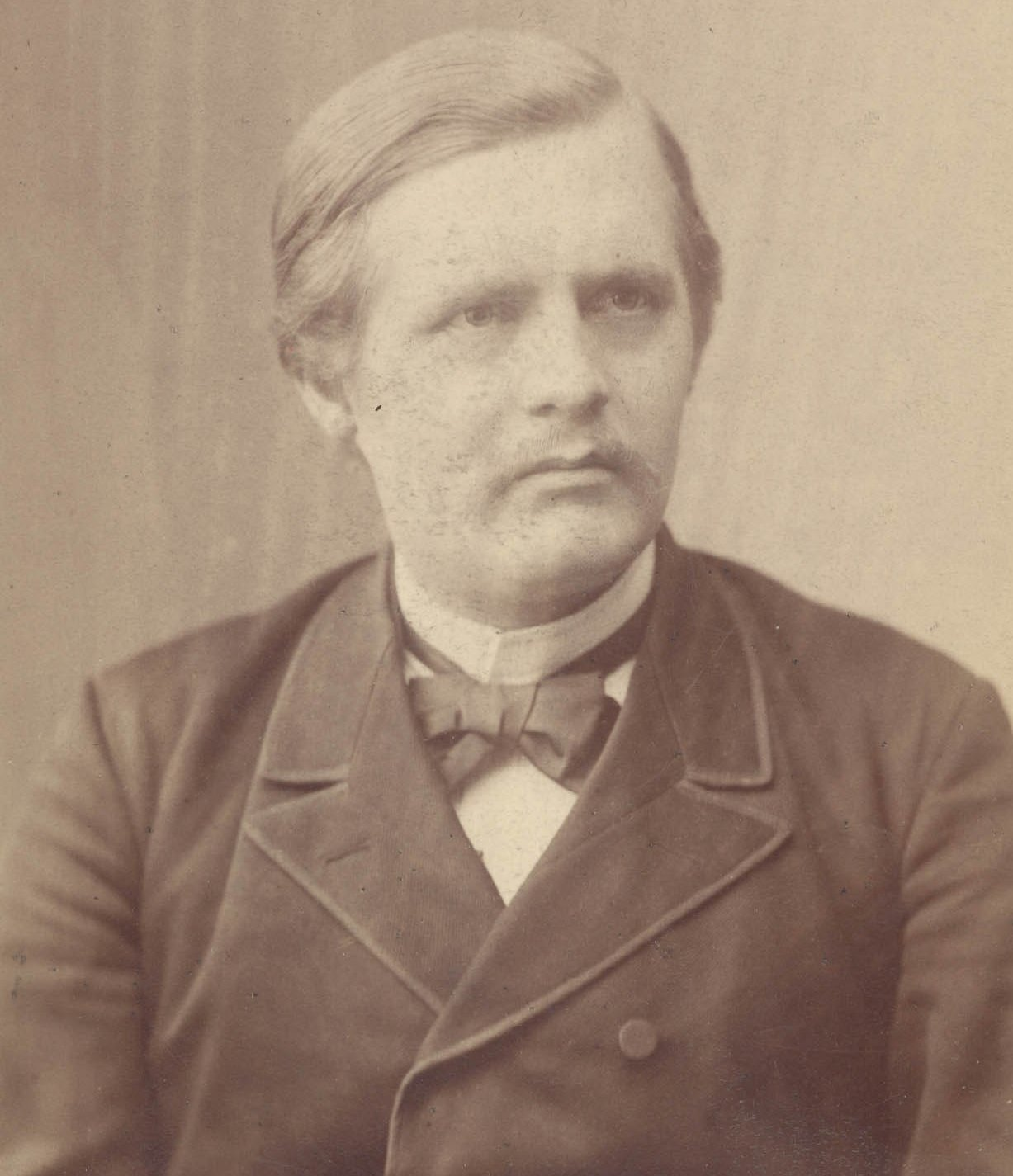
Friedrich Naumann (* 1860)

- 1860: Friedrich Naumann, deutscher evangelischer Theologe und Politiker, MdR, Sozialreformer und Publizist
- 1862: Richard Cornelius Kukula, österreichischer Altphilologe
- 1862: May Morris, britische Unternehmerin
- 1863: Marie Soldat-Röger, österreichische Violinvirtuosin
- 1865: Alexej von Jawlensky, russisch-deutscher Maler des Expressionismus im Umfeld des Blauen Reiters
- 1865: Pierre-Ernest Weiss, französischer Physiker
- 1865: Luise Zietz, deutsche Politikerin
- 1866: Rupert Kollinger, österreichischer Politiker
- 1866: John Ponsonby, britischer General und Divisionskommandeur
- 1867: Arturo Toscanini, italienischer Dirigent
- 1867: John Gutzon de la Mothe Borglum, US-amerikanischer Bildhauer
- 1868: Agnes Karll, deutsche Reformerin der Krankenpflege
- 1870: Arnold Schwassmann, deutscher Astronom
- 1870: Gustav Knepper, deutscher Unternehmer
- 1871: Hermann Abert, deutscher Musikgelehrter
- 1873: Rudolf Rocker, deutscher Autor, Historiker und Anarchosyndikalist
- 1874: Edwin Hunter, US-amerikanischer Tennisspieler
- 1874: Sunjong, letzter Monarch der Joseon-Dynastie und des koreanischen Kaiserreiches
- 1878: Sidney M. Goldin, US-amerikanischer Regisseur des jiddischen Films

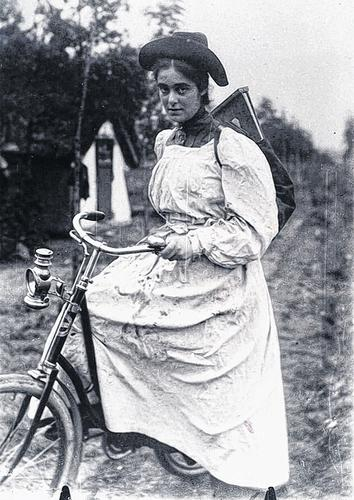
Käthe Loewenthal (* 1878)

- 1878: Käthe Loewenthal, deutsche Malerin der Moderne und NS-Opfer
- 1880: Alexander Petrowitsch Apsit, lettischer Künstler

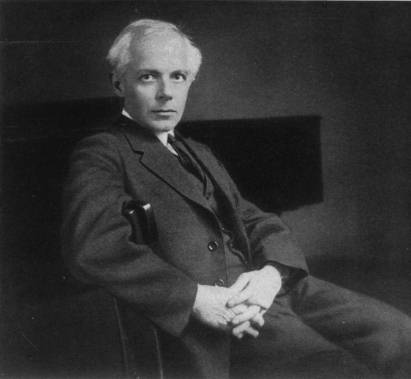
Béla Bartók (* 1881)

- 1881: Béla Bartók, ungarischer Komponist
- 1882: Otto Neururer, katholischer Pfarrer
- 1885: Siegfried Handloser, Chef des Wehrmachtsanitätswesens
- 1886: Athinagoras, Patriarch von Konstantinopel
- 1886: Willibald Spang, deutscher General
- 1887: Nicolae Bretan, rumänischer Komponist, Opernsänger, Regisseur und Musikschriftsteller
- 1887: Nagumo Chūichi, Vizeadmiral der kaiserlichen japanischen Marine
- 1887: Geoffrey Keynes, britischer Mediziner, Wissenschaftler und Bibliophiler
- 1889: Menen Asfaw, Kaiserin von Äthiopien
- 1889: Elisabeth Baumgartner, Schweizer Bäuerin und Verfasserin von Theaterstücken und Hörspielen in Berndeutsch
- 1892: Ferdinand Andergassen, österreichischer Komponist und Kirchenmusiker
- 1893: Albert Kaifer, deutscher Eisenbahner und Politiker
- 1895: Edmund Horton, US-amerikanischer Bobsportler
- 1898: Kon Tōkō, japanischer Schriftsteller und Politiker
- 1899: Jacques Audiberti, französischer Schriftsteller, Dramatiker und Journalist
- 1899: Melida Palme, deutsch/polnische Gerechte unter den Völkern
- 1900: Hans Luckey, baptistischer Theologe
- 1900: Paul Ritterbusch, deutscher Jurist und Nationalsozialist

### 20. Jahrhundert

#### 1901–1925
- 1901: Raymond Firth, neuseeländischer Ethnologe

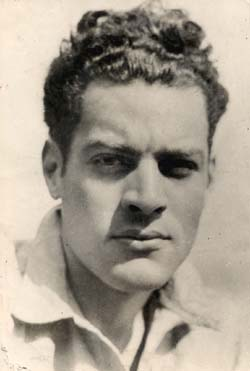
Julio Antonio Mella (* 1903)

- 1903: Julio Antonio Mella, kubanischer Studentenführer und Mitbegründer der Kommunistischen Partei Kubas
- 1903: Eugénie Söderberg, schwedisch-US-amerikanische Autorin
- 1904: Johann Baptist Gradl, deutscher Bundesminister
- 1904: Pete Johnson, US-amerikanischer Boogie- und Jazzpianist
- 1905: Adolf Hennecke, deutscher Bergmann und Politiker in der DDR
- 1905: Albrecht Mertz von Quirnheim, deutscher Offizier, Widerstandskämpfer
- 1905: Pote Sarasin, thailändischer Premierminister und Generalsekretär der SEATO
- 1907: Horst von Waldthausen, deutsch-schweizerischer Automobilrennfahrer
- 1908: Helmut Käutner, deutscher Filmregisseur und Schauspieler
- 1908: David Lean, britischer Filmregisseur
- 1909: Jerry Livingston, US-amerikanischer Liederschreiber und Komponist
- 1909: Maria Gräfin von Maltzan, deutsche Tierärztin und Widerstandskämpferin
- 1910: David Ludwig Bloch, deutscher Maler
- 1910: Jean-Louis Jeanmaire, Schweizer Offizier
- 1911: Carlo Castelbarco, italienischer Adeliger und Automobilrennfahrer
- 1911: Jack Ruby, US-amerikanischer Nachtclubbesitzer, Mörder von Lee Harvey Oswald
- 1912: Melita Norwood, sowjetische Spionin
- 1912: Shimamura Toshimasa, japanischer Schriftsteller
- 1912: Peter Surava, Schweizer Autor und Journalist
- 1912: Jean Vilar, französischer Schauspieler, Theaterregisseur und Theaterintendant
- 1913: Josef Siedler, deutscher Politiker, MdL
- 1914: Norman Borlaug, US-amerikanischer Agrarwissenschaftler, Nobelpreisträger
- 1914: Karl Schiess, deutscher Politiker, Innenminister von Baden-Württemberg
- 1914: Rolf Schwedler, deutscher Politiker, Senator für Bau- und Wohnungswesen von Berlin
- 1915: Rudolf Fleischer, deutscher Maler und Grafiker
- 1916: Nikolai Peiko, russischer Komponist
- 1916: Jean Rogers, US-amerikanische Schauspielerin
- 1918: Horst Sannemüller, deutscher Violinist und Konzertmeister
- 1920: Arthur Wint, jamaikanischer Leichtathlet, Olympiasieger
- 1921: Annemarie Clausner, deutsche Leichtathletin
- 1921: Hans Guido Mutke, deutscher Jagdflieger und Luftfahrtmediziner
- 1921: Simone Signoret, französische Filmschauspielerin
- 1921: Josef Staribacher, österreichischer Bundesminister für Handel, Gewerbe und Industrie
- 1922: Ignacio María de Orbegozo y Goicoechea, spanischer Arzt und Bischof
- 1923: Reimar Lüst, deutscher Astrophysiker und Wissenschaftsmanager
- 1924: Machiko Kyō, japanische Schauspielerin
- 1924: József Zakariás, ungarischer Fußballspieler
- 1925: Pierre Daignault, kanadischer Schauspieler, Folksänger und Schriftsteller
- 1925: Don Freeland, US-amerikanischer Automobilrennfahrer

#### 1926–1950
- 1926: László Papp, ungarischer Boxer
- 1927: Herbert Fux, österreichischer Schauspieler und Politiker

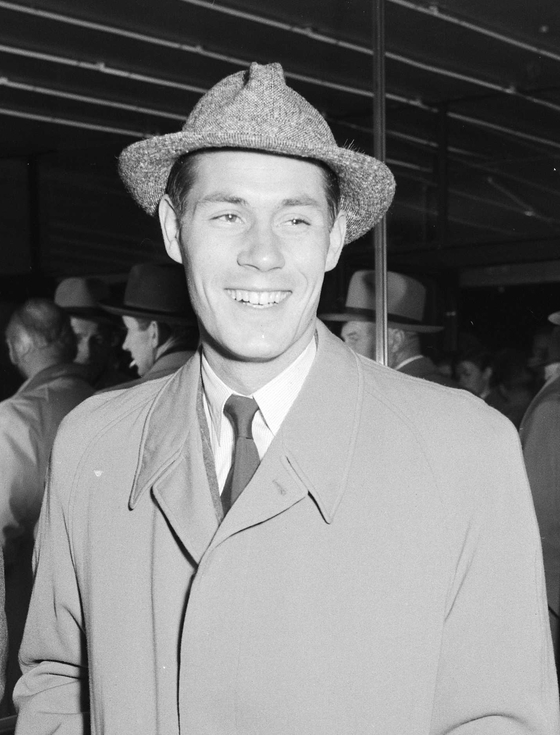
Roald Aas (* 1928)

- 1928: Roald Aas, norwegischer Eisschnellläufer
- 1928: Jim Lovell, US-amerikanischer Astronaut
- 1929: Shahpour Zarnegar, iranischer Fechter
- 1930: Ben Wagin, deutscher Künstler
- 1931: Vytautas Barkauskas, litauischer Komponist
- 1931: Jack Chambers, kanadischer Maler
- 1931: Paul Motian, US-amerikanischer Jazzmusiker
- 1931: Vassilis Soukas, griechischer Klarinettist
- 1931: Roger Zatkoff, US-amerikanischer American-Football-Spieler
- 1932: Wolfgang Helfrich, deutscher Physiker
- 1932: Fujiya Matsumoto, japanischer Regattasegler
- 1933: Peter Ehrlich, deutscher Schauspieler
- 1933: Willi Hoffmeister, deutscher Friedensaktivist und Gewerkschafter

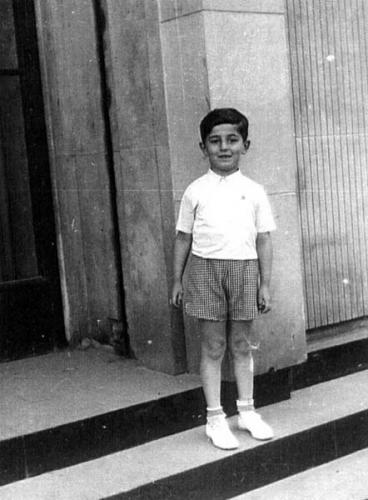
Henio Żytomirski (* 1933)

- 1933: Henio Zytomirski, polnischer KZ-Häftling und Holocaustopfer
- 1934: Bernard Boyer, französischer Rennwagenkonstrukteur und Automobilrennfahrer
- 1934: Johnny Burnette, US-amerikanischer Rockabilly-Musiker
- 1934: Peter Jost Huber, Schweizer Statistiker und Professor
- 1934: Karlheinz Schreiber, deutscher Waffenhändler
- 1935: Gottfried Haschke, deutscher Politiker, Staatssekretär in der DDR
- 1936: Giora Feidman, argentinischer Klarinettist
- 1936: Carl Kaufmann, deutscher Leichtathlet, Olympiamedaillengewinner
- 1938: Hoyt Axton, US-amerikanischer Country-Musiker
- 1938: Daniel Buren, französischer Maler und Bildhauer
- 1938: Martun Israjeljan, armenischer Komponist
- 1938: Fritz d’Orey, brasilianischer Automobilrennfahrer
- 1938: Dietrich Stobbe, deutscher Politiker und Politikwissenschaftler
- 1940: Luis Lintner, italienischer Missionar in Brasilien
- 1940: Mina, italienische Sängerin
- 1940: Rodolfo Mederos, argentinischer Tango-Bandoneonist
- 1941: Erhard Busek, österreichischer Vizekanzler
- 1941: Rose Dugdale, britische Terroristin der Provisional Irish Republican Army (IRA)
- 1941: Mathias Gnädinger, Schweizer Schauspieler

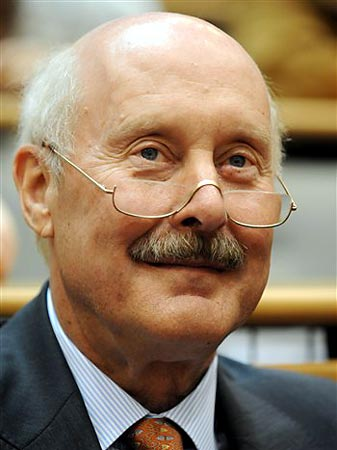
Gunter Pleuger (* 1941)

- 1941: Gunter Pleuger, deutscher Diplomat
- 1941: Gerd Poppe, deutscher Bürgerrechtler und Minister in der DDR
- 1941: Dieter Witt, deutscher Wirtschaftswissenschaftler

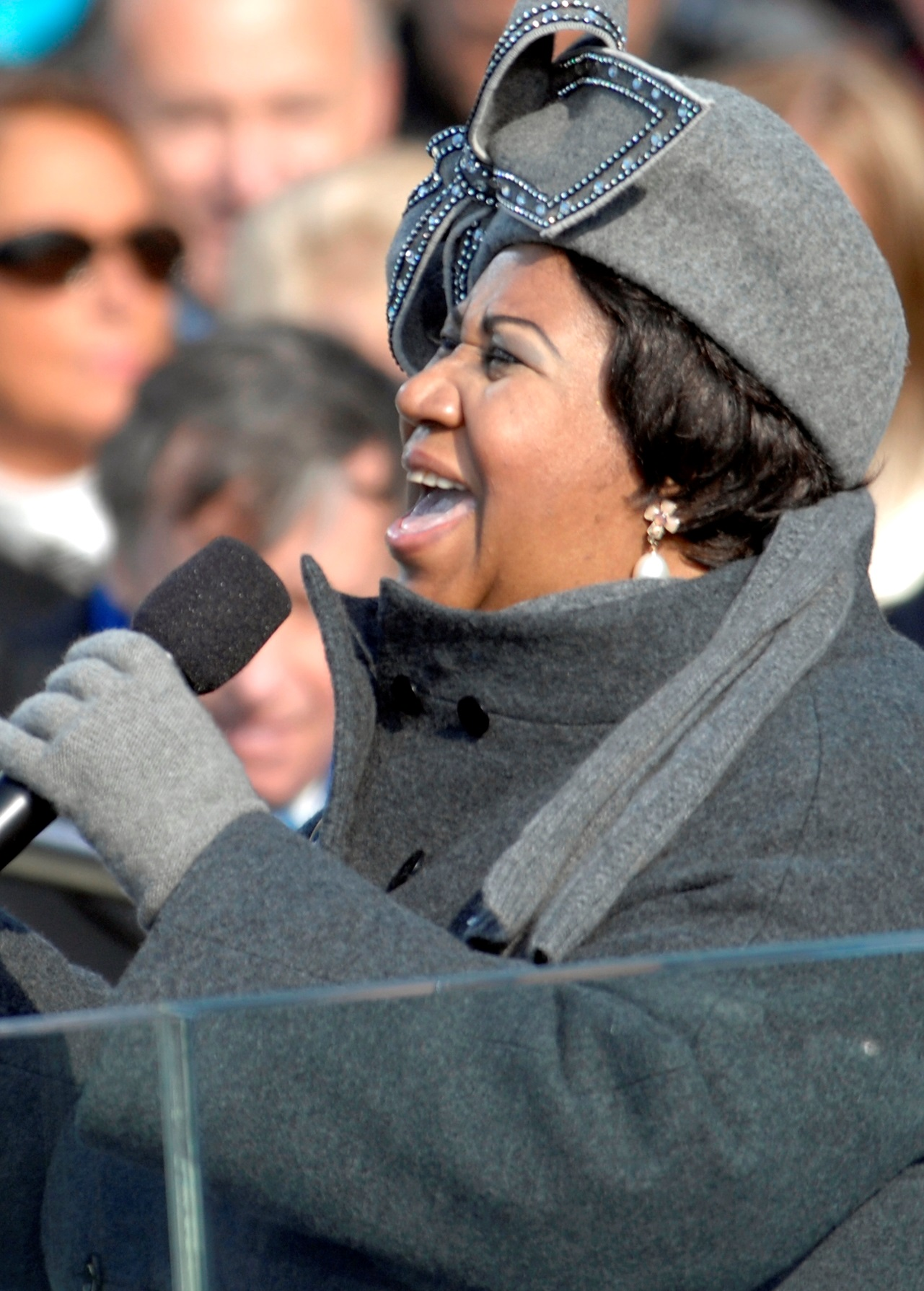
Aretha Franklin (* 1942)

- 1942: Aretha Franklin, US-amerikanische Sängerin
- 1942: Richard O’Brien, britischer Schauspieler, Autor und Komponist
- 1942: Ulrike Piechota, deutsche Schriftstellerin und Kirchenmusikerin
- 1943: Gustav Adolf Schröder, deutscher Manager
- 1943: Paul Michael Glaser, US-amerikanischer Schauspieler
- 1943: Heinz Flacke, deutscher Handballspieler
- 1943: Antonio Lockward Artiles, dominikanischer Schriftsteller
- 1944: Hilarion Petzold, deutsche Leitfigur der modernen Psychotherapie
- 1944: Hans-Jürgen Walter, deutscher Begründer der gestalttheoretischen Psychotherapie
- 1944: Sepp Zehnder, Schweizer Skispringer
- 1945: Dumitru Antonescu, rumänischer Fußballspieler und -trainer
- 1945: Michael Archer, australischer Paläontologe
- 1945: Klaus Armbrüster, deutscher Jurist
- 1945: Roberto Laneri, italienischer Musiker und Komponist
- 1945: Jochen Riebel, deutscher Politiker, Minister für Bundes- und Europaangelegenheiten in Hessen
- 1946: Mercè Capdevila, spanische Komponistin
- 1946: Maurice Krafft, französischer Vulkanologe
- 1946: Firouz Naderi, iranisch-amerikanischer Wissenschaftler und Leiter des Programms zur Erforschung des Sonnensystems
- 1947: Gisela Ahlemeyer, deutsche Leichtathletin
- 1947: Elton John, britischer Sänger, Komponist und Pianist
- 1947: Rüdiger Lux, deutscher evangelischer Theologe, Predigtpreisträger
- 1948: Bonnie Bedelia, US-amerikanische Schauspielerin
- 1948: Rob Goorhuis, niederländischer Komponist

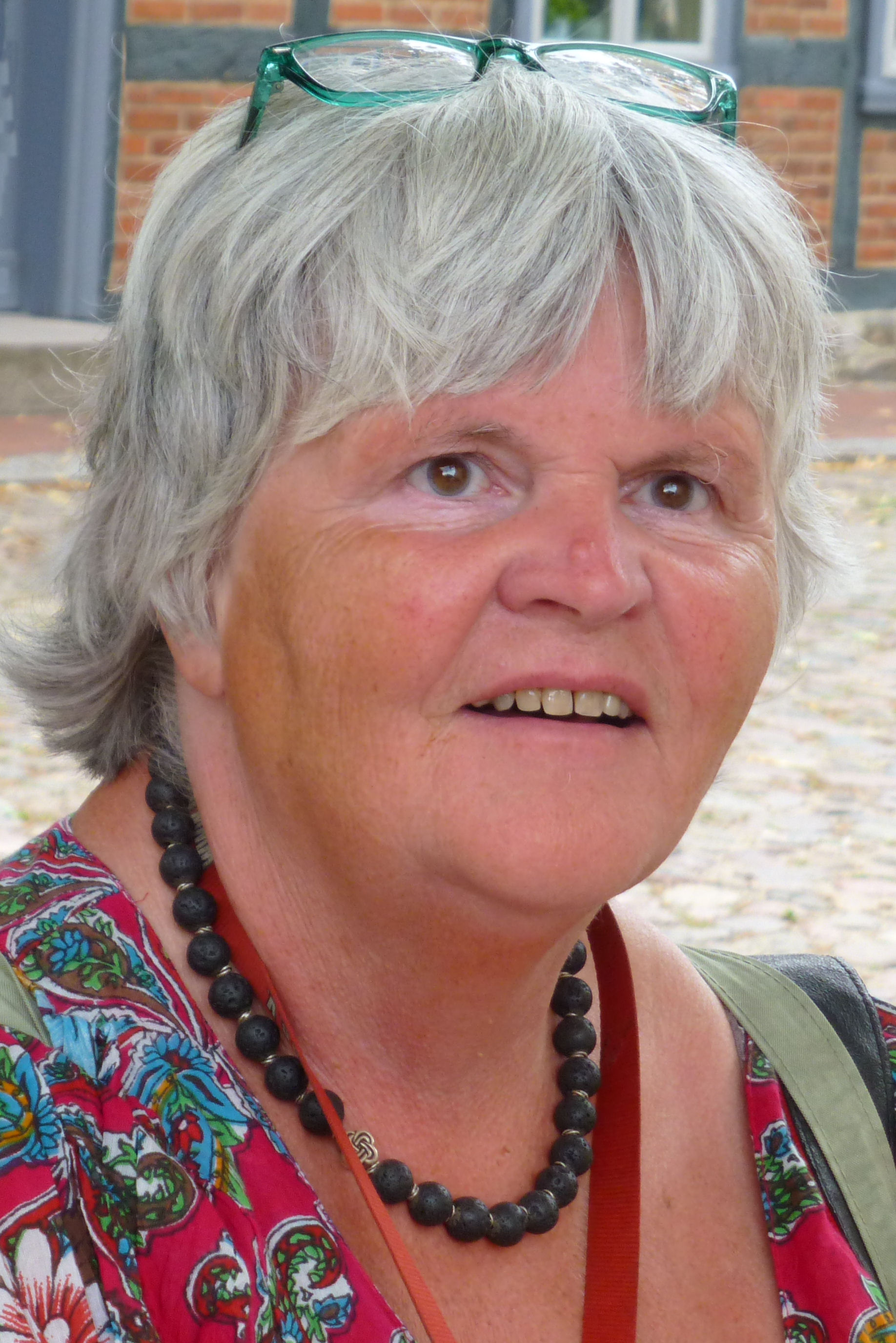
Dörte Haftendorn (* 1948)

- 1948: Dörte Haftendorn, deutsche Mathematikerin
- 1948: Udo Krolzik, deutscher evangelischer Theologe
- 1949: Kaja Danczowska, polnische Geigerin und Musikpädagogin
- 1949: Bob Ezrin, kanadischer Musikproduzent
- 1949: Sue Klebold, US-amerikanische Autorin und soziale Aktivistin
- 1950: Wolfgang Laib, deutscher Künstler

#### 1951–1975
- 1951: Claus B. Andersen, dänischer Badmintonspieler
- 1951: Gabriele Behler, deutsche Politikerin
- 1951: Maizie Williams, karibisch-britische Sängerin (Boney M.)
- 1952: Jung Chang, chinesischstämmige britische Schriftstellerin

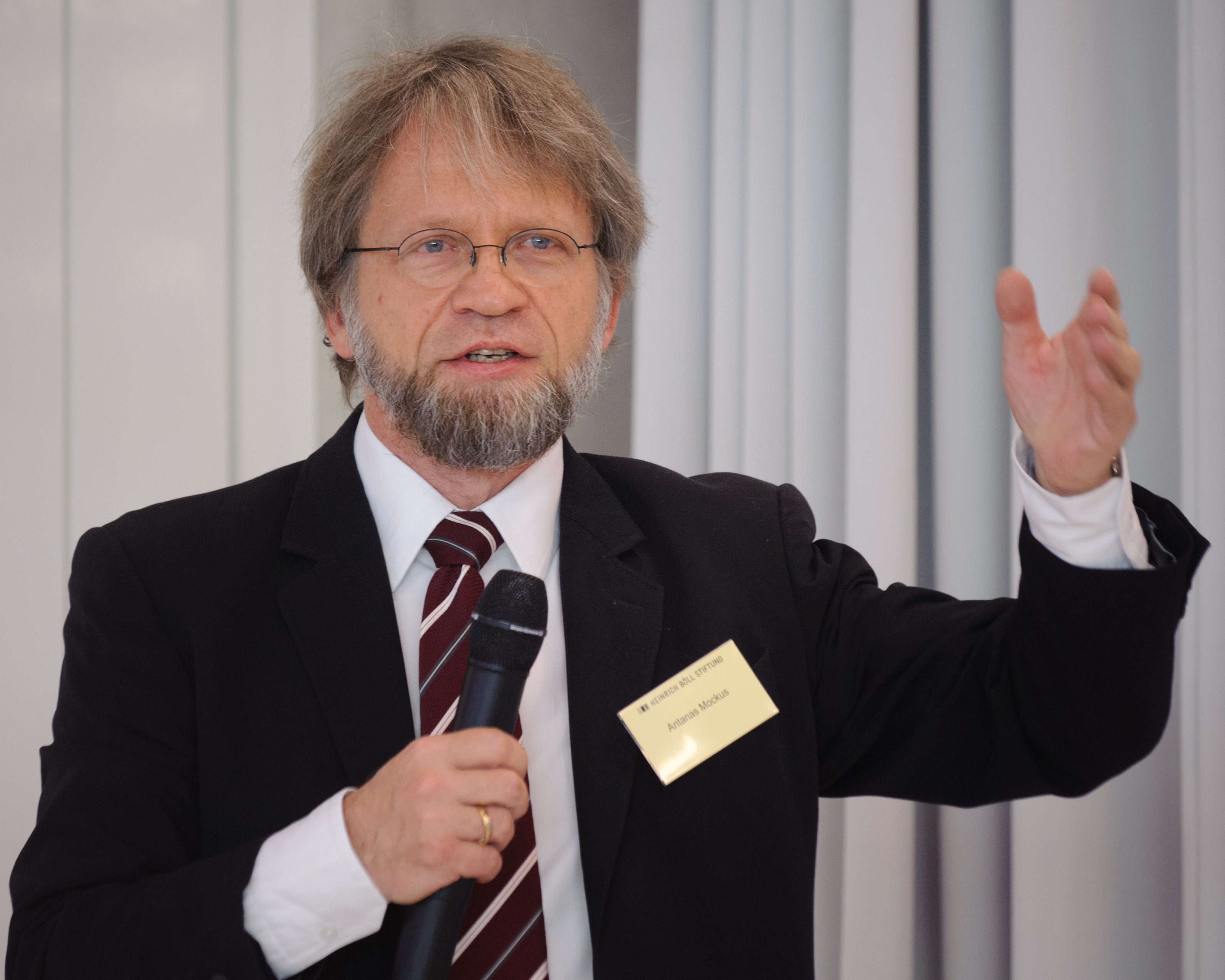
Antanas Mockus (* 1952)

- 1952: Antanas Mockus, kolumbianischer Philosoph und Kommunalpolitiker, Bürgermeister von Bogotá
- 1953: Christos Ardizoglou, griechischer Fußballspieler
- 1953: Dieter Sturma, deutscher Philosoph
- 1954: Bendt Bendtsen, dänischer Politiker
- 1954: Silvia Schmidt, deutsche Politikerin
- 1955: Cristóbal Ascencio García, mexikanischer Geistlicher und Bischof
- 1955: Wolf Maahn, deutscher Musiker und Komponist
- 1956ː Dörte Gatermann, deutsche Architektin und Hochschullehrerin
- 1957: Iván Bächer, ungarischer Schriftsteller und Journalist
- 1958: Enno Aufderheide, deutscher Biologe und Wissenschaftsmanager
- 1958: Thomas Happe, deutscher Handballspieler
- 1959ː Cecilia Stegö Chilò, schwedische Journalistin und Politikerin
- 1959: Petra Zieger, deutsche Sängerin

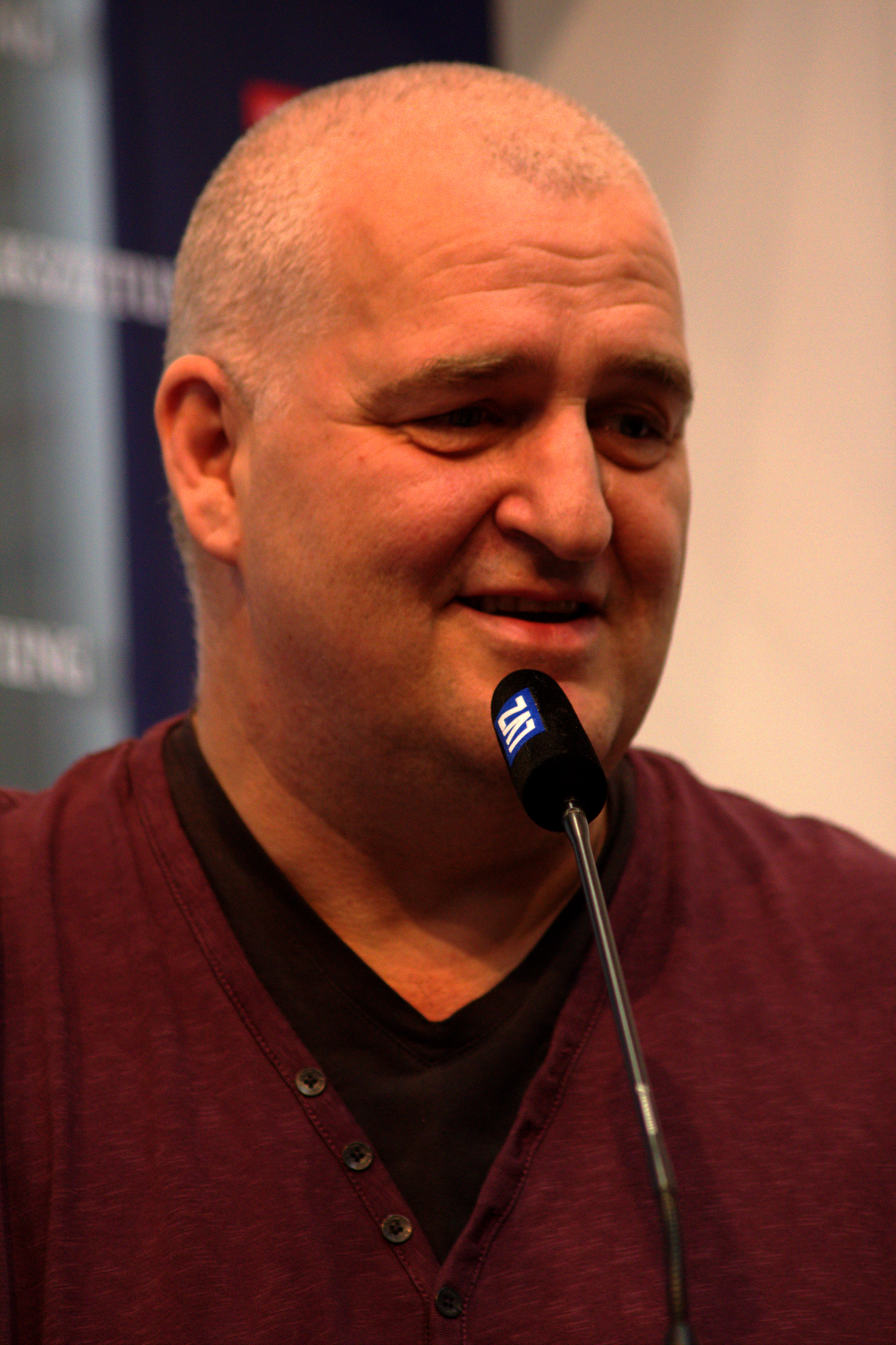
Markus Maria Profitlich (* 1960)

- 1960: Markus Maria Profitlich, deutscher Komiker, Schauspieler und Synchronsprecher
- 1960: Peter Seisenbacher, österreichischer Judoka
- 1960: Chad Wackerman, US-amerikanischer Schlagzeuger
- 1960: Brenda Strong, US-amerikanische Schauspielerin
- 1961: Kazuhiko Aoki, japanischer Politiker
- 1961: Joachim Müller, deutscher Fußballspieler
- 1961: John Stockwell, US-amerikanischer Schauspieler und Regisseur
- 1961: Kazuhito Yamashita, japanischer Konzertgitarrist
- 1962: Andreas Al-Laham, deutscher Betriebswirt
- 1962: Marcia Cross, US-amerikanische Schauspielerin
- 1964: Kate DiCamillo, US-amerikanische Autorin
- 1964: Edith Graf-Litscher, Schweizer Politikerin
- 1964: Christine von Grünigen, Schweizer Skirennläuferin
- 1964: LisaGay Hamilton, US-amerikanische Schauspielerin
- 1964: Johnny Hansen, dänischer Fußballspieler
- 1964: René Meulensteen, niederländischer Fußballtrainer
- 1964: Maja Nielsen, deutsche Autorin
- 1964: Buzz Osborne, US-amerikanischer Sänger, Gitarrist und Produzent
- 1964: Andrew Paris, US-amerikanischer Schauspieler
- 1964: Thomas Petry, deutscher Politiker
- 1964: Jeryl Prescott, US-amerikanische Schauspielerin
- 1964: Sven Schröder, deutscher Politiker
- 1964: Richard Vivien, französischer Radsportler
- 1964: Christian Welzel, deutscher Politikwissenschaftler
- 1965: Avery Johnson, US-amerikanischer Basketballspieler und -trainer
- 1965: Daniel Jositsch, Schweizer Rechtswissenschaftler und Politiker
- 1965: Frank Ordenewitz, deutscher Fußballspieler

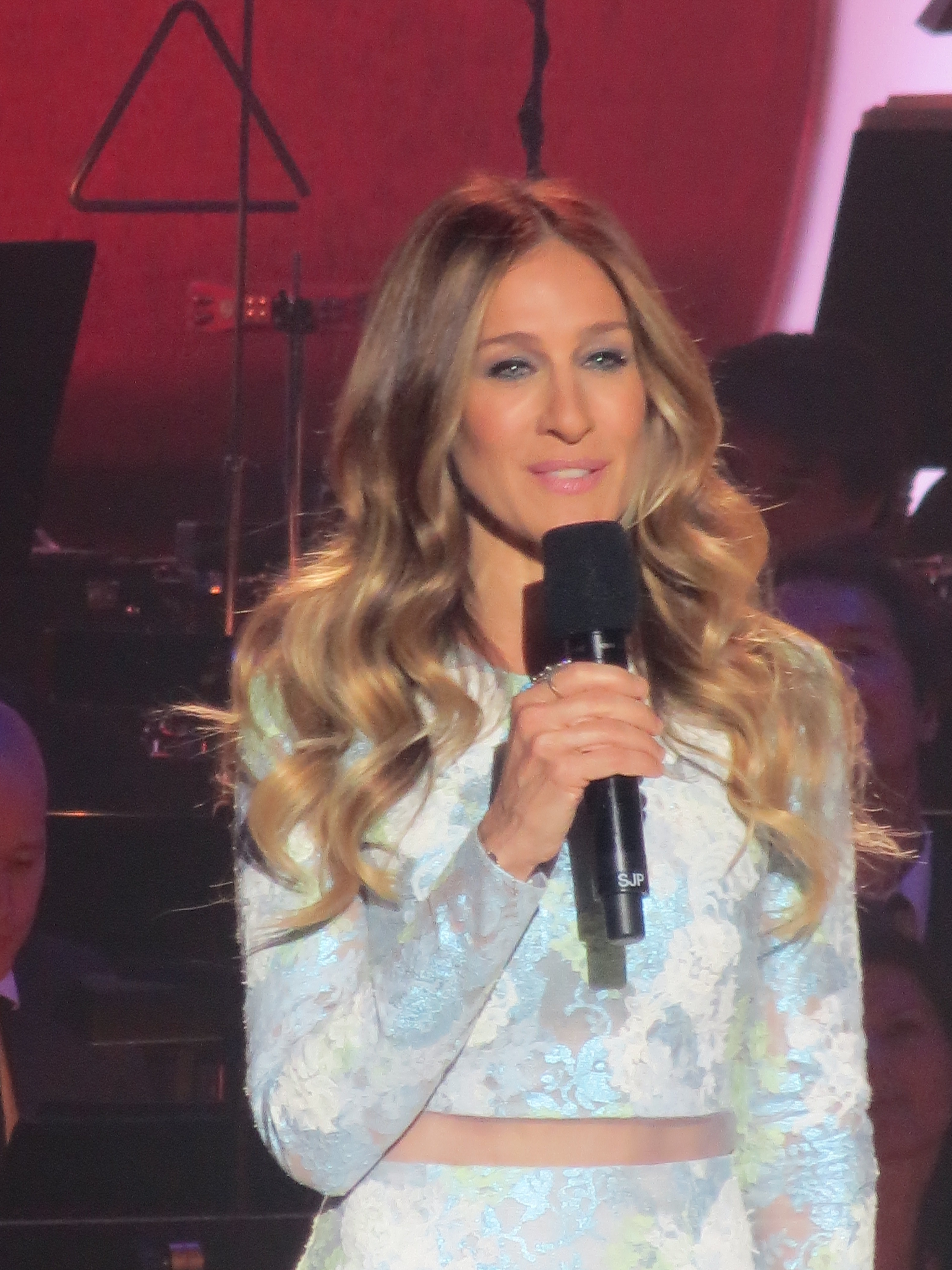
Sarah Jessica Parker (* 1965)

- 1965: Sarah Jessica Parker, US-amerikanische Schauspielerin
- 1965: Stefka Kostadinowa, bulgarische Leichtathletin
- 1965: Humberto González, mexikanischer Boxer
- 1965: Jürgen Seeberger, deutscher Fußballtrainer
- 1966: Tom Glavine, US-amerikanischer Baseballspieler
- 1966: Jeff Healey, kanadischer Blues- und Rockgitarrist, Trompeter und Sänger
- 1966: Tatjana Patitz, deutsches Fotomodell
- 1966: Remig Stumpf, deutscher Radrennfahrer
- 1966: Gerlinde Gräfin von Westphalen, deutsche Galeristin, Publizistin und Kuratorin
- 1967: Matthew Barney, US-amerikanischer Medien-Künstler
- 1967: Marc Hindelang, deutscher Sportkommentator
- 1967: Ben Mankiewicz, US-amerikanischer Filmkritiker
- 1967: Brigitte McMahon, Schweizer Triathletin
- 1967: Tom Van Dyck, belgischer Jazzsaxophonist
- 1967: Frits van Eerd, niederländischer Unternehmer und Automobilrennfahrer
- 1968: Susanne Bisovsky, österreichische Modeschöpferin
- 1968: Valeska von Rosen, deutsche Kunsthistorikerin und Hochschullehrerin
- 1969: Cathy Dennis, britische Sängerin, Songwriterin und Produzentin
- 1970: Shawn Antoski, kanadischer Eishockeyspieler
- 1970: Magnus Larsson, schwedischer Tennisspieler
- 1971: Stacy Dragila, US-amerikanische Leichtathletin, Olympiasiegerin
- 1971: Bettina Engelhardt, deutsche Schauspielerin
- 1971: Werner Kuchar, deutscher Geistlicher und Autor
- 1971: Muriel Rochat Rienth, Schweizer Blockflötistin
- 1971: Sheryl Swoopes, US-amerikanische Basketballspielerin
- 1972: Roberto Acuña, paraguayischer Fußballspieler
- 1972: Ralf Witzel, deutscher Politiker
- 1973: Anders Fridén, schwedischer Musiker
- 1973: Michaela Dorfmeister, österreichische Skirennläuferin
- 1974: Xenija Alexandrowna Rappoport, russische Schauspielerin
- 1974: Lark Voorhies, US-amerikanische Schauspielerin
- 1975: Juvenile, US-amerikanischer Rapper
- 1975: Cornelia Osterwald, deutsche Cembalistin und Dozentin für Alte Musik

#### 1976–2000
- 1976: Lars Figura, deutscher Leichtathlet
- 1976: Christoph Gruber, österreichischer Skirennläufer

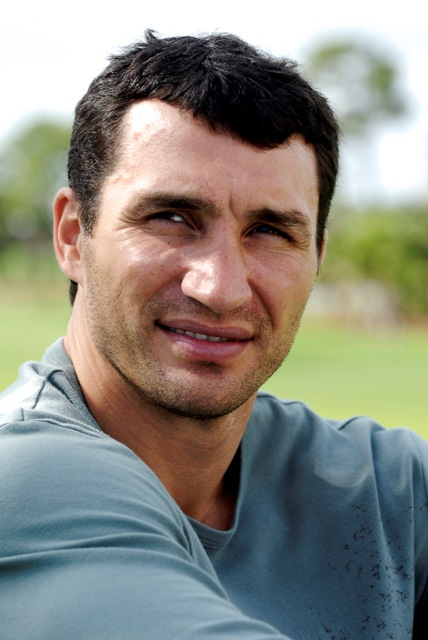
Wladimir Klitschko (* 1976)

- 1976: Wladimir Klitschko, ukrainischer Boxer
- 1977: Natalie Clein, britische Cellistin
- 1977: Timo Hübsch, deutscher Schauspieler
- 1977: Axel Keller, deutscher Fußballtorhüter
- 1978: Frank Reckzeh, deutscher Handballspieler
- 1979: Muriel Hurtis, französische Sprinterin, Olympiamedaillengewinnerin
- 1979: Bekim Kastrati, albanischer Fußballspieler
- 1979: S. Vijayalakshmi, indische Schachspielerin
- 1979: Lee Pace, US-amerikanischer Schauspieler
- 1980: Bojan Isailović, serbischer Fußballspieler
- 1980: Hanno Koffler, deutscher Schauspieler
- 1980: Katrin Ritt, österreichische Schauspielerin
- 1981: Casey Owen Neistat, US-amerikanischer Filmemacher & YouTuber
- 1981: José de Armas, venezolanischer Tennisspieler
- 1981: Philipp Burger, italienischer Sänger
- 1982: Sean Faris, US-amerikanischer Schauspieler
- 1982: Nadine Krause, deutsche Handballspielerin

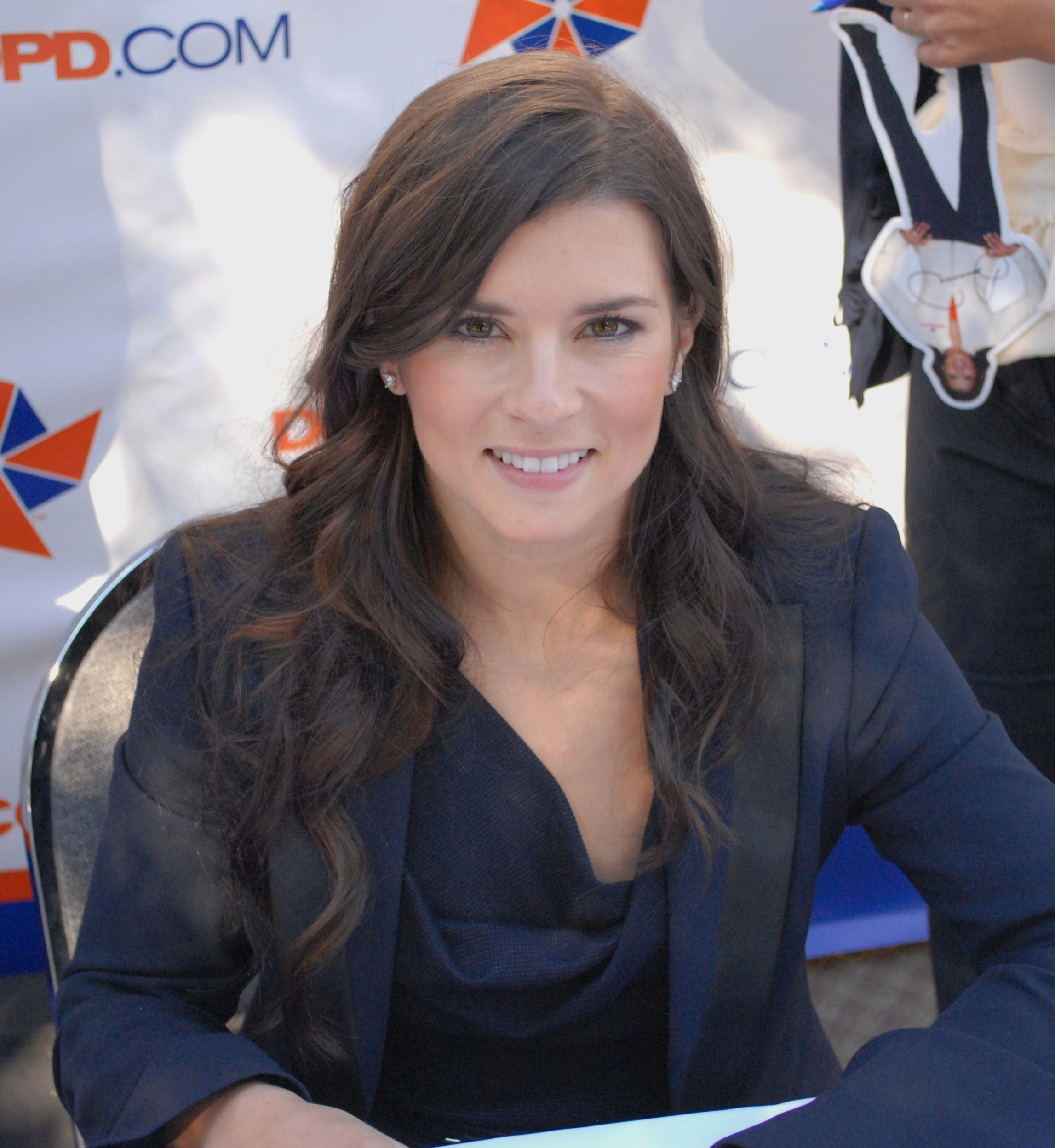
Danica Patrick (* 1982)

- 1982: Danica Patrick, US-amerikanische Automobilrennfahrerin
- 1983: Njazi Kuqi, finnischer Fußballspieler
- 1983: Martín Silva, uruguayischer Fußballtorhüter
- 1983: Tian Tian, chinesische Schachspielerin
- 1984: Radhouène Felhi, tunesischer Fußballspieler
- 1984: Yacine Hima, französisch-algerischer Fußballspieler
- 1984: Constantin Lupulescu, rumänischer Schachspieler
- 1984: Katharine McPhee, US-amerikanische Popsängerin und Schauspielerin
- 1985: Isak Grimholm, schwedischer Skispringer
- 1985: Claudia van den Heiligenberg, niederländische Fußballspielerin
- 1985: Gustavo Oberman, argentinischer Fußballspieler
- 1985: Tijen Onaran, deutsche Unternehmerin, Kommunikationsmanagerin, Moderatorin und Autorin
- 1986: Adrian Leijer, australischer Fußballspieler
- 1987: Patrick Ryan Anderson, US-amerikanischer Schauspieler
- 1987: Jacob Bagersted, dänischer Handballspieler
- 1987: Christopher Colaço, deutscher Filmmusik-Komponist und Produzent
- 1987: Bruce Djite, australischer Fußballspieler
- 1987: Raffaele De Rosa, italienischer Motorradrennfahrer
- 1987: Victor Obinna, nigerianischer Fußballspieler
- 1987: Robbin Ruiter, niederländischer Fußballtorwart
- 1988: Ryan Lewis, US-amerikanischer Musiker und Musikproduzent
- 1988: Darrell Arthur, US-amerikanischer Basketballspieler
- 1989: Bryan Mélisse, französischer Fußballspieler
- 1989: Alyson Michalka, US-amerikanische Schauspielerin und Sängerin
- 1989: Anke Retzlaff, deutsche Schauspielerin
- 1990: Alexander Esswein, deutscher Fußballspieler
- 1991: Wilco Kelderman, niederländischer Radrennfahrer
- 1991: Jurswailly Luciano, niederländische Handballspielerin
- 1992: Teo Čorić, kroatischer Handballspieler
- 1992: David Jensen, dänischer Fußballspieler
- 1992: Joana Ribeiro, portugiesische Schauspielerin
- 1992: Magdalena Schnurr, deutsche Skispringerin
- 1993: Andreas Hirzel, Schweizer Fußballtorwart
- 1993: Kacper Przybyłko, polnischer Fußballspieler
- 1993: Leonardo Spinazzola, italienischer Fußballspieler
- 1994: Justine Dufour-Lapointe, kanadische Freestyle-Skierin
- 1994: Marco Pfiffner, Liechtensteiner Skirennläufer
- 1995: Gerrit Holtmann, deutscher Fußballspieler
- 1996: Jenny Enodd, norwegische Biathletin
- 1996: Gabrielė Leščinskaitė, litauische Biathletin
- 1996: Richárd Rapport, ungarischer Schachgroßmeister
- 1997: Emil Nykvist, schwedischer Biathlet
- 1998: Alberto Dainese, italienischer Radrennfahrer
- 1998: Ermedin Demirović, bosnisch-deutscher Fußballspieler
- 1999: Anouk Jonker, Schweizer Unihockeyspielerin
- 1999: Ryan Porteous, schottischer Fußballspieler
- 2000: Jadon Sancho, englischer Fußballspieler

### 21. Jahrhundert
- 2001: Rafael Miroslaw, deutscher Schwimmer
- 2001: Tuva Aas Stræte, norwegische Biathletin
- 2003: Adam Devine, schottischer Fußballspieler
- 2004: Selina Grotian, deutsche Biathletin
- 2007: Paulina Schnurrer, deutsche Schauspielerin

## Gestorben

### Vor dem 19. Jahrhundert
- 1051: Hugo IV., Graf von Maine
- 1053: Prokop, tschechischer Heiliger und Priester
- 1189: Friedrich (Bedřich), Herzog von Böhmen
- 1195: Agnes von Rochlitz, Herzogin von Meranien

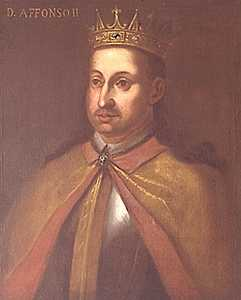
Alfons II. († 1223)

- 1223: Alfons II., König von Portugal
- 1249: Peter, Graf von Vendôme
- 1273: Thomas Bérard, Großmeister des Templerordens
- 1305: Otto III., Graf von Ravensberg
- 1323: Maria von Ungarn, Königin von Neapel
- 1330: Elisabeth von Niederbayern, Herzogin von Österreich
- 1355: Ulrich von Lenzburg, Bischof von Chur
- 1372: Ulrich von Weißeneck, Bischof von Seckau und Gegenbischof von Gurk
- 1380: Augustin Münzmeister von Breisach, Bischof von Seckau
- 1458: Iñigo López de Mendoza, Marqués de Santillana, spanischer Staatsmann und Dichter
- 1473: Jean II. de Croÿ, burgundischer Adeliger und Graf von Chimay
- 1482: Lucrezia Tornabuoni, italienische Dichterin und Mäzenin, Ehefrau von Piero di Cosimo de’ Medici
- 1515: Hermann Messmann, Lübecker Kaufmann, Ratsherr und Diplomat
- 1537: Charles de Bourbon, Herzog von Vendôme
- 1541: Paul Lindenau, deutscher lutherischer Theologe
- 1546: Konrad Cordatus, deutscher lutherischer Theologe und Reformator
- 1548: Anna Fugger, Augsburger Patrizierin und Ehefrau von Anton Fugger
- 1549: Veit Dietrich, deutscher lutherischer Theologe, Schriftsteller und Reformator
- 1562: Gerd Omeken, deutscher evangelischer Theologe und Reformator
- 1563: Hosokawa Harumoto, japanischer Kriegsherr
- 1571: Giovanni Animuccia, italienischer Kirchenmusik-Komponist
- 1583: Nikolaus Jagenteufel, deutscher lutherischer Theologe und Pädagoge
- 1602: Joachim Friedrich, Herzog von Brieg, Wohlau, Ohlau und Liegnitz
- 1609: Johann Wilhelm, Herzog von Jülich-Kleve-Berg
- 1623: Henri de La Tour d’Auvergne, Herzog von Bouillon, französischer Heerführer, Diplomat und Politiker
- 1625: Giambattista Marino, italienischer Dichter
- 1631: Jakob Varmeier, deutscher Mathematiker, Astronom, Jurist und Attentäter
- 1650: Elisabeth von Braunschweig-Wolfenbüttel, Herzogin von Sachsen-Altenburg
- 1657: Johann Jakob Wolff von Todenwarth, Rat der Landgrafschaft Hessen-Darmstadt und kaiserlicher Rat
- 1658: Hermann IV., Landgraf von Hessen-Rotenburg
- 1677: Wenzel Hollar, böhmischer Zeichner und Kupferstecher
- 1695: Paul Prescher, schwäbischer Orgelbauer
- 1695: Ludwika Karolina Charlotte von Radziwiłł-Birze, Alleinerbin der calvinisch-litauischen Linie des Hauses Radziwiłł im Großfürstentum Litauen
- 1696: Heinrich Casimir II., Fürst von Nassau-Dietz, Statthalter von Friesland, Groningen und Drenthe
- 1701: Jean Regnault de Segrais, französischer Dichter
- 1703: Carl Gustav von Löwenhaupt, kursächsischer Regierungsbeamter
- 1708: Jakob Friedrich Rühle, deutscher Jurist, Reichsritter und Geheimer Rat, Syndikus der Stadt Heilbronn, Visitator der Universität Tübingen
- 1712: Nehemiah Grew, englischer Botaniker, Physiker und Physiologe
- 1724: Lemle Moses Reinganum, kurpfälzischer „Hofjude“
- 1725: Johann Franz Loew von Erlsfeld, deutsch-böhmischer Arzt und Jurist
- 1728: Georg Heinrich Götze, deutscher lutherischer Theologe und Superintendent der Stadt Lübeck
- 1729: Christoph Franz von Hutten, Fürstbischof von Würzburg
- 1731: Abraham Isacks op den Graeff, deutscher mennonitischer Auswanderer, Mitglied der Original 13
- 1732: Lucia Filippini, Gründerin der Schwesternkongregation Maestre Pie Filippini
- 1736: Nicholas Hawksmoor, englischer Architekt des Barock
- 1738: Turlough O’Carolan, irischer Komponist und Harfenspieler
- 1740: Gabriel von Bömeln, Bürgermeister von Danzig
- 1752: Temple Stanyan, englischer Politiker, Historiker und Autor
- 1761: Salomon Kleiner, deutscher Architekturzeichner und -stecher
- 1774: Karoline von Nassau-Saarbrücken, Pfalzgräfin und Herzogin von Pfalz-Zweibrücken
- 1789: Julie von Voß, Gräfin von Ingenheim
- 1794: Christian Friedrich Franke, deutscher evangelischer Theologe
- 1799: Karl Aloys zu Fürstenberg, kaiserlicher Feldmarschallleutnant
- 1799: Ernst Julius Marx, deutscher Orgelbauer

### 19. Jahrhundert
- 1801: Novalis, deutscher Dichter

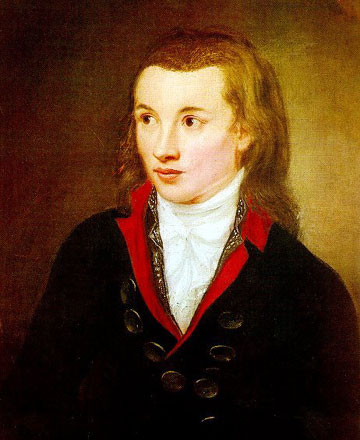
Novalis († 1801)

- 1803: Urban Klieber, österreichischer Bildhauer
- 1812: Paul Barandon, preußischer Geheimer Oberfinanzrat
- 1816: Johann Jakob Atzel, deutscher Architekt
- 1817: Joseph Thaddäus von Sumerau, letzter vorderösterreichischer Regierungspräsident in Freiburg
- 1818: Henry Lee, US-amerikanischer Kavallerieoffizier, Generalmajor und Politiker
- 1828: Maria Reynolds, Protagonistin des ersten öffentlichen Sex-Skandals in den USA
- 1835: Friederike Brun, dänische Schriftstellerin
- 1837: Johann Heinrich Christian Barby, deutscher Pädagoge und Philologe
- 1840: Franz Gallus Sündermahler, deutscher Jurist und Beamter
- 1841: Karl von Einsiedel, deutscher Diplomat
- 1848: Heinrich Ludwig Smalian, deutscher Oberforstmeister
- 1855: Franz Joseph Hugi, Schweizer Geologe und Alpenforscher
- 1857: William Colgate, ein US-amerikanischer Unternehmer und Mäzen
- 1860: Anton Joseph Emanuel Kraus, österreichischer Diplomat und Beamter
- 1864: Ivar Fredrik Bredal, dänischer Komponist
- 1867: Friedlieb Ferdinand Runge, deutscher Chemiker
- 1873: Vilhelm Marstrand, dänischer Maler
- 1879: Georg Friedrich Schömann, deutscher Altphilologe
- 1880: Ludmilla Assing, deutsche Schriftstellerin
- 1880: Marija Auersperg Attems, österreichische Blumenmalerin

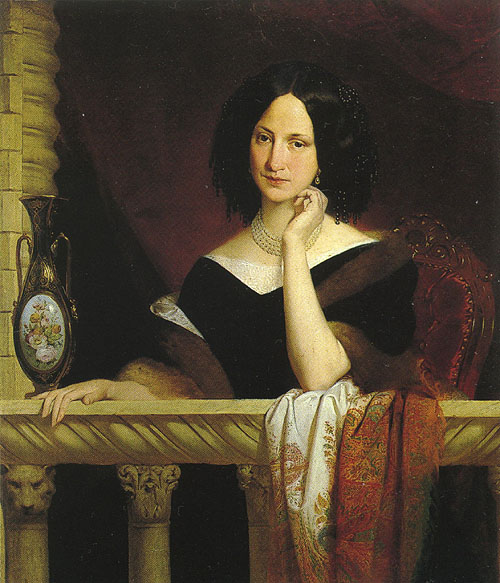
Maria Theresia von Österreich-Este († 1886)

- 1886: Maria Theresia von Österreich-Este, Herzogin von Bordeaux, Gräfin von Chambord
- 1887: Jean Désiré Artôt, belgischer Hornist
- 1888: Désiré Nisard, französischer Literaturhistoriker
- 1895: Balthasar Elischer, ungarischer Sammler von Goethe-Reliquien
- 1895: Alfons Szczerbiński, polnischer Komponist und Musikpädagoge
- 1895ː Wilhelmine von Montléart, britisch-österreichische Adelige und Stifterin
- 1900ː Bianca Bobertag, deutsche Schriftstellerin
- 1900: Adolf Henning, deutscher Maler
- 1900: Jakob Pallenberg, deutscher Möbelfabrikant und Kunstmäzen

### 20. Jahrhundert

#### 1901–1950

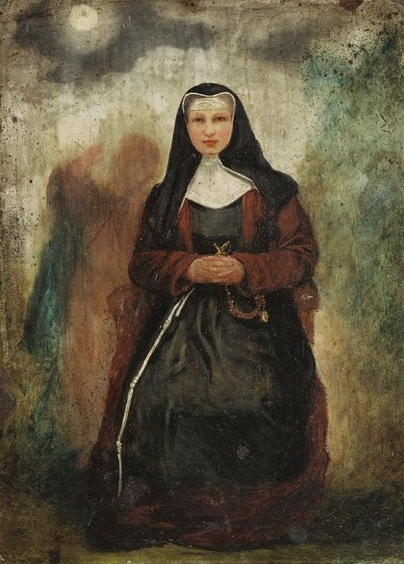
Rosa Flesch († 1906)

- 1903: Hector Archibald MacDonald, britischer General
- 1904: Conrad Justus Bredenkamp, deutscher evangelischer Theologe und Hochschullehrer
- 1904: Sakkalin, König von Luang Phrabang
- 1906: Rosa Flesch, Gründerin der Waldbreitbacher Franziskanerinnen von der allerseligsten Jungfrau Maria von den Engeln
- 1907: Franz von Arenberg, deutscher Diplomat und Politiker
- 1907: Ernst von Bergmann, deutscher Chirurg und Professor der Medizin
- 1913: József Hampel, ungarischer Archäologe und Museumskurator
- 1913: Garnet Wolseley, 1. Viscount Wolseley, britischer Feldmarschall, Oberbefehlshaber der britischen Armee

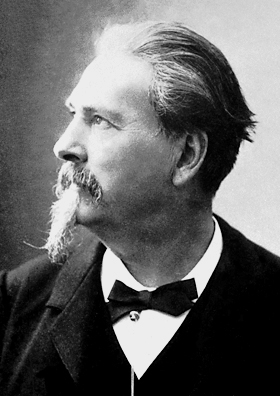
Frédéric Mistral († 1914)

- 1914: Frédéric Mistral, französischer Dichter und Linguist, Nobelpreisträger
- 1916: Ishi, letzter Überlebender der Yahi-Indianer
- 1918: Claude Debussy, französischer Komponist
- 1919: Wilhelm Lehmbruck, deutscher Bildhauer
- 1922: Ulrich Thieme, deutscher Kunsthistoriker
- 1925ː Sara Hendriks, niederländische Malerin und Zeichnerin
- 1925ː Amélie Moser, Schweizer Sozialpolitikerin sowie Vorkämpferin für Volksgesundheit und Volksbildung
- 1925: Flannery O’Connor, US-amerikanische Schriftstellerin
- 1927: Julie Katz-Aereboe, deutsche Malerin
- 1929: Bruno Möhring, deutscher Architekt
- 1931: Ida B. Wells, amerikanische Anti-Lynchaktivistin und Frauenrechtlerin
- 1933: Erik Jan Hanussen, angeblicher Hellseher
- 1936: Edmond Bourlier, französischer Automobilrennfahrer
- 1940: Édouard Branly, französischer Physiker und Pionier in der Anfangszeit der Funktechnik
- 1941: Nicolaas van Wijk, niederländischer Germanist, Niederlandist und Vater der niederländischen Slawistik
- 1942: Alfred Stabell, norwegischer Sportschütze
- 1943: Hans von Tschammer und Osten, Reichssportführer und -kommissar im Deutschen Reich
- 1945: Franz Oppenhoff, deutscher Kommunalpolitiker
- 1946: Ludwig Deubner, deutscher Altphilologe und Religionswissenschaftler
- 1949: Hanns Albin Rauter, österreichischer General der SS, Waffen-SS und der Polizei, Kriegsverbrecher
- 1949: August Wilhelm von Preußen, preußischer Prinz

#### 1951–2000
- 1951: Bruno Leddin, deutscher Politiker, MdB
- 1951: Wilhelm Altmann, deutscher Musikhistoriker und Bibliothekar
- 1951: Zoltán Mechlovits, ungarischer Tischtennisspieler
- 1952: Alexis Douchet, französischer Turner
- 1952: William Sutherland Maxwell, kanadischer Bahai
- 1952: Egon von Tresckow, deutscher Illustrator, Comiczeichner und Karikaturist
- 1954: Gertrud Bäumer, deutsche Reformpädagogin, Frauenrechtlerin und Politikerin, MdR

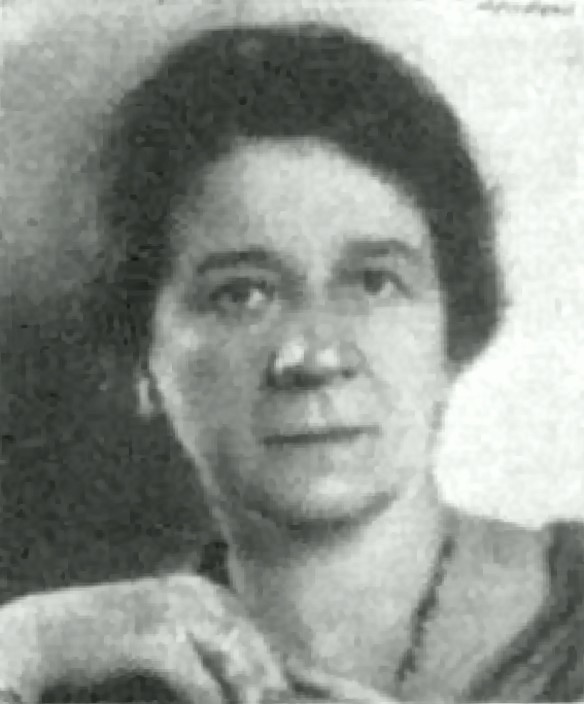
Gertrud Bäumer († 1954)

- 1954: Leon Schiller, polnischer Theaterregisseur
- 1955: Heinrich Hauser, deutscher Schriftsteller und Fotograf
- 1955: Huang Binhong, chinesischer Maler
- 1957: Paul Spamann, deutscher Automobilrennfahrer
- 1957: George Townshend, irischer Bahai
- 1957ː Tina Truog-Saluz, Schweizer Publizistin, Schriftstellerin und Lyrikerin
- 1958: Emerson Whithorne, US-amerikanischer Komponist
- 1959: Albert Krushel, US-amerikanischer Radrennfahrer
- 1960: Anna Ahrens, niederdeutsche Heimatdichterin
- 1961: Anthony Ashley-Cooper, 9. Earl of Shaftesbury, britischer Adeliger
- 1961: Lorenzo Calogero, italienischer Lyriker
- 1961: Arthur Drewry, britischer Fußball-Funktionär, FIFA-Präsident
- 1963: Zygmunt Aleksander Klemensiewicz, polnischer Physiker, Physikochemiker und Bergsteiger
- 1964: Willy Arend, deutscher Radrennfahrer
- 1964: Eduard Hermann, deutscher Schauspieler und Hörspielregisseur
- 1964: George Philbrook, US-amerikanischer Leichtathlet
- 1965: Óscar Cristi, chilenischer Springreiter
- 1965: Viola Gregg Liuzzo, US-amerikanische Bürgerrechtlerin
- 1965: Ladislao Vajda, ungarischer Filmregisseur
- 1969: Max Eastman, US-amerikanischer Schriftsteller
- 1973: Stephen Goosson, US-amerikanischer Szenenbildner
- 1973: Edward Steichen, US-amerikanischer Fotograf
- 1974: Otto Waldis, österreichischer Schauspieler

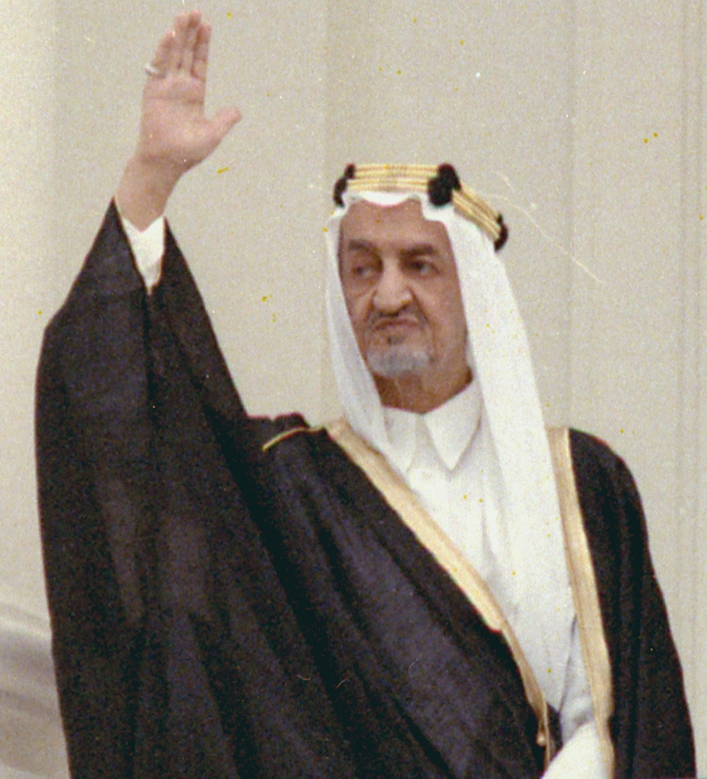
Faisal ibn Abd al-Aziz († 1975)

- 1975: Faisal ibn Abd al-Aziz, König von Saudi-Arabien
- 1975: Pancho Barnes, US-amerikanische Stuntpilotin
- 1976: Josef Albers, deutscher Maler, Kunsttheoretiker und -pädagoge
- 1977: Eugen Szenkar, ungarischer Dirigent
- 1978: Hanna Ralph, deutsche Schauspielerin
- 1979: Georges Antenen, Schweizer Radrennfahrer
- 1979: Anton Heiller, österreichischer Organist und Komponist
- 1979: Franco Manzecchi, italienischer Jazz-Schlagzeuger
- 1980: Milton H. Erickson, US-amerikanischer Psychiater und Psychotherapeut
- 1980: Walter Susskind, englischer Dirigent
- 1983: Wulf Emmo Ankel, deutscher Zoologe, Meeresbiologe und Hochschullehrer
- 1983: Bob Waterfield, US-amerikanischer American-Football-Spieler
- 1987: Reginald Godden, kanadischer Pianist und Musikpädagoge
- 1989: Reginald Le Borg, österreichisch-amerikanischer Regisseur

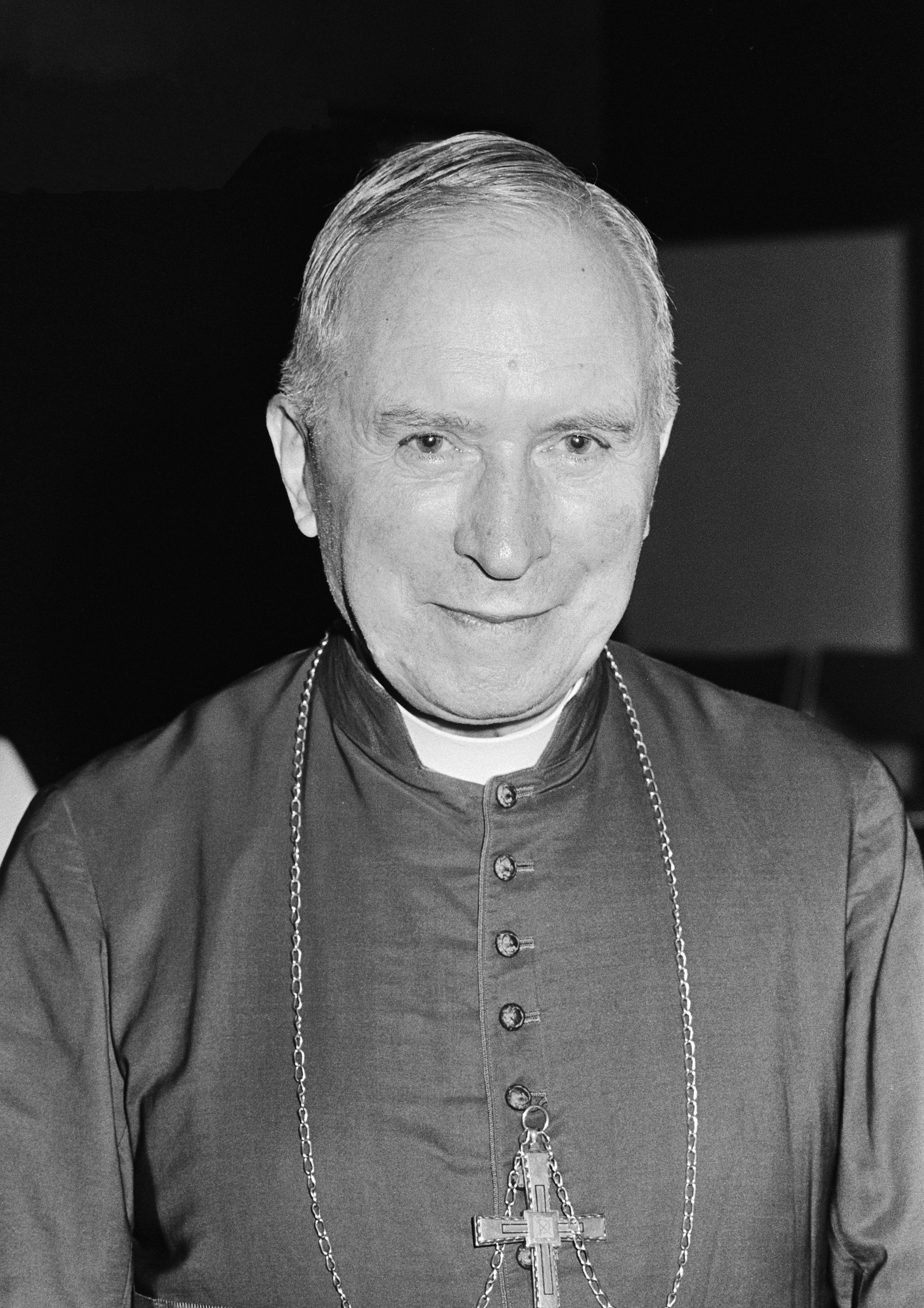
Marcel Lefebvre († 1991)

- 1991: Marcel Lefebvre, katholischer Geistlicher
- 1991: Gerónimo Pellerano, dominikanischer Sänger
- 1992: William Sears, US-amerikanischer Autor
- 1993: Louis Mercier, US-amerikanischer Schauspieler französisch-algerischer Abstammung
- 1994: Max Petitpierre, Schweizer Politiker
- 1995: James Samuel Coleman, US-amerikanischer Soziologe
- 1998: Ermedin Demirović, bosnisch-deutscher Fußballspieler
- 1998: Daniel Massey, britischer Schauspieler
- 1999: Friedrich Rögelein, deutscher Wehrmachtsoffizier
- 1999: Mighty Joe Young, US-amerikanischer Blues-Gitarrist, Sänger und Songschreiber

### 21. Jahrhundert
- 2000: Klaus Piper, deutscher Verleger
- 2006: Jacob Admiraal, niederländischer Schauspieler, Autor und Filmemacher
- 2006: Richard Fleischer, US-amerikanischer Regisseur, Oscar-Preisträger
- 2007: George Kingsley Acquah, ghanaischer Jurist und Politiker
- 2007: Pierre Arnold, schweizerischer Manager
- 2007: Robert Austrian, US-amerikanischer Bakteriologe, Immunologe und Mediziner
- 2007: Geno Hartlaub, deutsche Schriftstellerin und Journalistin
- 2007: Tamara Nossowa, sowjetische bzw. russische Schauspielerin
- 2007: Heinz Schiller, Schweizer Automobilrennfahrer
- 2007: Jean Wilhelm, Schweizer Politiker
- 2008: Abby Mann, US-amerikanischer Drehbuchautor
- 2008: Elisabeth Gräfin von Soden, deutsche Sportschützin

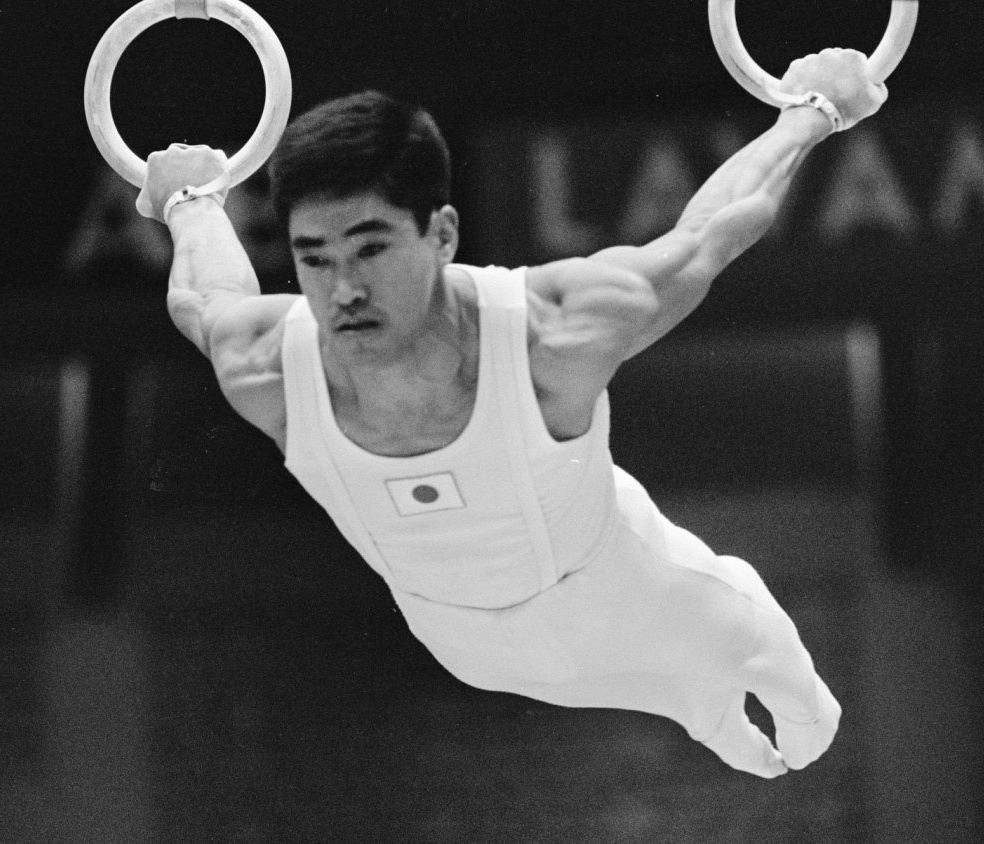
Yukio Endō († 2009)

- 2009: Yukio Endō, japanischer Kunstturner
- 2009: John Hope Franklin, US-amerikanischer Historiker
- 2009: Dan Seals, US-amerikanischer Sänger, Musiker und Songwriter
- 2009: Muhsin Yazıcıoğlu, türkischer Politiker
- 2010: Elisabeth Noelle-Neumann, deutsche Kommunikationswissenschaftlerin
- 2012: Antonio Tabucchi, italienischer Schriftsteller, Literaturwissenschaftler und Übersetzer
- 2014: Eugen Biser, deutscher katholischer Theologe und Religionsphilosoph
- 2015: Guido Forsting, deutscher Politiker
- 2015: Ivo Garrani, italienischer Schauspieler
- 2015: Ilse Hangert, deutsche Schriftstellerin und Malerin
- 2015: Gerhard Rill, österreichischer Archivar
- 2016: Gerhart von Graevenitz, deutscher Literaturwissenschaftler
- 2016: Josef Anton Riedl, deutscher Komponist
- 2016: Freddy Rousselle, belgischer Automobilrennfahrer
- 2017: Giorgio Capitani, italienischer Filmregisseur und Drehbuchautor
- 2017: Teodor Iljitsch Oiserman sowjetischer bzw. russischer Philosoph und Philosophiehistoriker
- 2018: Anton Jože Gale, jugoslawischer Eishockeytorwart
- 2018: Ulrich Schröder, deutscher Bankmanager
- 2019: Michael Brennicke, deutscher Schauspieler und Synchronsprecher
- 2020: Paul Goma, rumänischer Schriftsteller und Dissident
- 2020: Angelo Moreschi, italienischer römisch-katholischer Ordensgeistlicher und Apostolischer Vikar von Gambella
- 2020: Leze Qena, kosovarische Schauspielerin
- 2021: Larry McMurtry, US-amerikanischer Schriftsteller und Drehbuchautor
- 2021: Uta Ranke-Heinemann, deutsche Theologin und Autorin
- 2021: Roman Micał, polnischer Hockeyspieler
- 2021: Randy Tate, US-amerikanischer Baseballspieler
- 2021: Bertrand Tavernier, französischer Filmregisseur
- 2022: Taylor Hawkins, US-amerikanischer Schlagzeuger und Mitglied der Rockband Foo Fighters
- 2022: Grace Alele-Williams, nigerianische Mathematikerin
- 2022: Mira Calix, südafrikanische Musikerin und Musikproduzentin
- 2022: Rupprecht Grzimek, deutscher Brigadegeneral, Abteilungsleiter im Bundesnachrichtendienst
- 2022: Nguyễn Hữu Việt, vietnamesischer Schwimmer
- 2022: Vlady Kociancich, argentinische Redakteurin und Schriftstellerin
- 2023: Csaba Czakó, ungarischer Ruderer
- 2023: Rita Czech-Blasel, deutsche Skilangläuferin
- 2023: Hans-Ulrich Herzberg, deutscher Polizist und Landespolizeipräsident
- 2023: Pawel Krotow, russischer Freestyle-Skier
- 2023: Hans Richter, deutscher Fußballspieler und -trainer
- 2024: Elisabeth Guttenberger, deutsche Sinto und Überlebende des Porajmos
- 2024: Imogen Stuart, deutsch-irische Bildhauerin
- 2024: Paula Weinstein, US-amerikanische Fernseh- und Filmproduzentin
- 2024: Fritz Wepper, deutscher Schauspieler und Synchronsprecher

## Feier- und Gedenktage
- Kirchliche Gedenktage
  - Verkündigung des Herrn (anglikanisch, evangelisch, katholisch, orthodox)
  - Hl. Dismas, der mit Jesus gekreuzigte „gute“ Schächer (katholisch, orthodox)
  - Ernst I. (Sachsen-Gotha-Altenburg), deutscher Herzog (evangelisch)
- Staatliche Feier- und Gedenktage
  - Griechenland: Griechische Revolution (1821)

Weitere Einträge enthält die Liste von Gedenk- und Aktionstagen.